# X legislatura del Parlament Europeu
La X legislatura del Parlament Europeu és un cicle parlamentari que va començar l'1 de juliol de 2024, després de les eleccions europees celebrades entre el 6 i el 9 de juny, i que ha de durar fins al juny de 2029, una vegada finalitzada les eleccions al Parlament Europeu de 2029. Els diputats del Parlament Europeu es van agrupar en grups polítics segons la seva afinitat ideològica, elegint al president i la resta de la Mesa de l'Eurocambra, i es van dividir en comissions de treball.

## Principals esdeveniments
6-9 de juny de 2024:
- Eleccions al Parlament Europeu de 2024.

16 de juliol de 2024:
- Sessió constitutiva del 10è Parlament Europeu.
  - Sessió presidida per Roberta Metsola, en virtut de presidenta del 9è Parlament Europeu.
  - Grups constituïts: PPE (188), S&D (136), Patriotes (84), CRE (78), RE (77), Verds/ALE (53), L'Esquerra (46), ENS (25), NI (32) i Altres (1).
  - Elecció de la presidència i vicepresidències del Parlament Europeu per la primera meitat de la legislatura.
    - Roberta Metsola (PPE) de Malta és elegida presidenta.
    - Sabine Verheyen (PPE) d'Alemanya, és elegida vicepresidenta primera.

18 de juliol de 2024:
- Votació per l'elecció del president de la Comissió Europea.
  - Ursula von der Leyen (PPE) d'Alemanya, és reelegida com a presidenta.

4-12 de novembre de 2024:
- Audiències dels candidats a Comissari Europeu.

27 de novembre de 2024:
- Vot de confirmació de la Comissió Von der Leyen II.

## Resultat de les eleccions
Les eleccions van donar com a resultat l'entrada de més d'una cinquantena de nous partits, especialment partits populistes i d'extrema dreta, com l'Aliança Sahra Wagenknecht - Per la Raó i la Justícia (BSW) d'Alemanya, la Confederació de Llibertat i Independència de Polònia, Reconquesta de França o l'Aliança per a la Unió dels Romanesos. També es va beneficiar Volt Europa, que va aconseguir entrada a dos estats.
Per formacions, el Partit Popular Europeu va ser una vegada més el guanyador de les eleccions amb 176 eurodiputats enfront dels 139 del Partit dels Socialistes Europeus. La unió d'ALDE, el PDE i Renaixement en la plataforma liberal Renovar Europa va aconseguir 74 escons, perdent 30 sobre les anteriors eleccions, però permetent mantenir la tercera plaça enfront del Partit dels Conservadors i Reformistes Europeus i el Partit Identitat i Democràcia que en van aconseguir 58. El Partit Verd Europeu i el Partit de l'Esquerra Europea els van seguir amb 42 i 26 escons respectivament.

## Formació dels grups polítics
Durant els mesos de juny i juliol de 2024, els diferents diputats electes van negociar per a formar els grups polítics del Parlament Europeu, que necessiten un mínim de 23 eurodiputats de set estats membre de la Unió Europea. Va ser un dels processos de constitució de grups amb més moviments entre faccions de la història del Parlament Europeu, i dels 7 grups que van finalitzar la 9a legislatura, 6 d'ells es van constituir amb el mateix nom, un va desaparèixer i van néixer dos nous.

### Grup del Partit Popular Europeu
El Grup del Partit Popular Europeu va tornar a ser el grup més important pujant fins els 188 escons, 12 més que a la finalització de la 9a legislatura i 6 més que a la constitució de la mateixa. Si bé, el 18 de juny de 2024, Partit Popular Demòcrata Cristià (KDNP) d'Hongria va abandonar oficialment el grup i el Partit Popular Europeu per la decisió d'admetre el partit Tisza a les seves files, amb crítiques a la pèrdua dels valors democristians del PPE. Malgrat aquesta sortida, el grup va créixer gràcies a nous partits com el Moviment Agrari Ciutadà (BBB) i el Nou Contracte Social (NSC) dels Països Baixos, així com el Partit Ecològic Democràtic, provinent del grup dels Verds.

### Aliança Progressista de Socialistes i Demòcrates
L'Aliança Progressista de Socialistes i Demòcrates es va mantenir estable amb la participació de tots els membres del Partit dels Socialistes Europeus, i de nou, apartant a Direcció - Socialdemocràcia i Veu - Socialdemocràcia d'Eslovàquia pel seu pacte amb el Partit Nacional Eslovac, considerat ultranacionalista i d'extrema dreta, per a la constitució del nou govern al seu estat. Si bé, el partit liderat per Robert Fico va decidir, a l'inici de la legislatura, no sumar-se ni construir cap grup al Parlament Europeu, amb l'objectiu de tornar a l'Aliança.

### Patriotes per Europa
El 30 de juny de 2024, el primer ministre d'Hongria i líder del partit Fidesz, Viktor Orbán, va anunciar públicament la seva intenció de formar un nou grup parlamentari, anomenat Patriotes per Europa, juntament amb el Partit de la Llibertat d'Àustria (FPÖ), anteriorment al Grup d'Identitat i Democràcia, i l'ANO 2011 txec, que va deixar una setmana abans el Partit de l'Aliança dels Liberals i Demòcrates per Europa per diferències amb els posicionaments actuals del partit.
Prou! de Portugal va entrar oficialment a l'aliança el 2 de juliol, mentre que la Lliga d'Itàlia va expressar públicament el seu interès a unir-se al nou grup. El 5 de juliol, el partit Vox d'Espanya va anunciar la seva entrada al grup després de deixar el Grup dels Conservadors i Reformistes Europeus, el mateix dia que el Partit per la Llibertat dels Països Baixos, anteriorment a Identitat i Democràcia. L'endemà, tant el Partit Popular Danès (DF), que va declarar que la condició per participar era que el partit pogués seguir la seva pròpia política exterior, fins i tot en assumptes com la invasió russa d'Ucraïna, com Interès Flamenc de Bèlgica van passar d'ID al nou grup. Com a resultat, Patriotes per Europa va complir el llindar mínim del Parlament Europeu per al reconeixement formal.
El 7 de juliol, una vegada acabada la segona volta de les eleccions legislatives franceses, el president de Reagrupament Nacional (RN) de França, Jordan Bardella, va anunciar l'entrada del partit a Patriotes per Europa; com a resultat, RN es va convertir en la delegació més gran dins de l'aliança, amb 30 eurodiputats. L'endemà, el grup es va establir oficialment al Parlament amb 84 escons, convertint-lo en el tercer grup més gran de l'hemicicle. Bardella va ser nomenat president de Patriotes per Europa, mentre que Vistisen va ser nomenat com a cap de files.
La creació d'aquesta nova facció al Parlament Europeu va suposar la dissolució del grup d'Identitat i Democràcia, que va funcionar al llarg de la 9a legislatura del Parlament, i que al seu torn, va ser el substitut del grup de l'Europa de les Nacions i de la Llibertat de la 8a legislatura. Aquesta dissolució es va fer efectiva el 8 de juliol de 2024, una vegada constituït oficialment el nou grup parlamentari.

### Conservadors i Reformistes Europeus
El 19 de juny de 2024, el grup de Conservadors i Reformistes Europeus va anunciar en un comunicat de premsa que els diputats electes de l'Aliança per a la Unió de Romanesos (AUR), així com els quatre antics membres del partit Reconquesta de França (inclosa Marion Maréchal), s'havien unit al grup. Com a resultat, CRE es va convertir en la tercera facció més gran del Parlament Europeu, superant a Renovar Europa. No obstant això, el 5 de juliol, el partit Vox d'Espanya va anunciar la seva intenció d'abandonar el ECR, per unir-se al grup dels Patriotes per Europa; com a resultat, la pertinença del grup va caure a 78 diputats, només un escó més que el grup liberal, i sent superat pel nou grup de Viktor Orbán.

### Renovar Europa
A la caiguda electoral dels partits que formen part de Renovar Europa (Partit de l'Aliança dels Liberals i Demòcrates per Europa, Partit Demòcrata Europeu i Renaixement de França) es va sumar la sortida, el 21 de juny de 2024, de l'ANO 2011 de Txèquia. El partit va anunciar la seva decisió de retirar-se unilateralment d'ALDE, així com del grup Renovar Europa, a causa de "diferents posicions" sobre el Pacte Verd Europeu i la política de migració de la UE. Si bé, el 2 de juliol, l'eurodiputat independent irlandès Michael McNamara, es va sumar al grup per aconseguir 77 diputats.

### Els Verds/Aliança Lliure Europea
El grup d'Els Verds/Aliança Lliure Europea també va patir una important davallada a les eleccions europees, que es va fer més gran amb la sortida de Partit Ecològic Democràtic d'Alemanya i la Unió Lituana d'Agricultors i Verds, els partits més conservadors, cap al Grup del Partit Popular i els Conservadors i Reformistes respectivament. Si bé, el partit Volt Europa va decidir, amb la recomanació dels seus cinc eurodiputats i un 87% del suport de la seva militància, sumar-se al grup i no entrar a Renovar Europa, especialment per la presència, en aquell moment, d'ANO 2011 de Txèquia i el Partit Popular per la Llibertat i la Democràcia (VVD) dels Països Baixos, que havien acordat unir-se a una coalició amb el Partit Popular per la Llibertat (PVV) per formar el gabinet d'Schoof.

### L'Esquerra en el Parlament Europeu
El grup de L'Esquerra en el Parlament Europeu es va mantenir en nombre d'escons en acabar les eleccions europees. Si bé, el 3 de juliol el Moviment 5 Estrelles, que a la 9a legislatura formava part dels No Inscrits, va sol·licitar la seva adhesió al grup, abandonant la idea de sumar-se a una possible facció amb l'Aliança Sahra Wagenknecht - Per la Raó i la Justícia (BSW) d'Alemanya. Malgrat les preocupacions inicials entre els partits, principalment relacionades amb les aliances passades del moviment amb el Partit per la Independència del Regne Unit, a la 8a legislatura, i amb la Lliga durant el primer govern de Giuseppe Conte, el grup va admetre oficialment el partit el 4 de juliol, convertint-se en el segon amb més representació, només per darrere de França Insubmisa.

### Europa de les Nacions Sobiranes
El juny de 2024, es va informar que el partit Alternativa per Alemanya (AfD), que havia estat expulsat d'Identitat i Democràcia abans de les eleccions, estava mantenint converses amb altres partits d'extrema dreta per a la creació d'un nou grup parlamentari, anomenat provisionalment "Els Sobiranistes". Segons els informes, el grup també podria incloure la Confederació de Llibertat i Independència de Polònia, Renaixement de Bulgària, S'ha Acabat la Festa (SALF) d'Espanya, SOS Romania, República d'Eslovàquia, Reconquesta de França, el Moviment La Nostra Pàtria d'Hongria, Victòria (NIKI) de Grècia i el Llibertat i Democràcia Directa (SPD) de Txèquia.
El 10 de juliol, es va informar que s'havia format oficialment un nou grup parlamentari, anomenat Europa de les Nacions Sobiranes (ESN), amb 14 eurodiputats de l'Alternativa per Alemanya (el partit més gran del grup), la Confederació de Llibertat i Independència, Renaixement, l'únic diputat que mantenia Reconquesta, el partit Llibertat i Democràcia Directa, el Moviment La Nostra Pàtria, República i la Unió de Persones i Justícia (TTS) de Lituània amb un total de 25 diputats. René Aust (AfD) i Stanisawaw Tyszka (NN) van ser elegits copresidents del grup parlamentari.
S'esperava inicialment que els membres del SALF i NIKI també s'unissin, però es van retirar en l'últim minut. Tres membres de l'AfD i República no es van unir al grup per les seves declaracions antisemites, mentre que només els diputats de Nova Esperança (NN) de la Confederació de Llibertat i Independència de Polònia van entrar al grup, confirmant la divisió entre els partits integrants de la coalició. Tampoc no va poder accedir SOS Romania per l'objectiu del partit de "redissenyar el mapa d'Europa de l'Est" per establir l'anomenada "Gran Romania", un hipotètic estat nació que s'assembla més o menys al Regne de Romania en el període d'entreguerres.

### Possible grup d'esquerra conservadora
Durant mesos, i especialment després de les eleccions, es va especular amb un possible grup d'esquerra conservadora liderat per l'Aliança Sahra Wagenknecht - Per la Raó i la Justícia d'Alemanya i amb la participació d'altres partits com el Direcció - Socialdemocràcia eslovac de Robert Fico, suspès del Partit dels Socialistes Europeus, la coalició Stačilo! txeca o el Moviment 5 Estrelles d'Itàlia. Aquest nou grup, que seria d'esquerres, però amb valor socioculturals conservadors, contrari a la immigració, el Pacte Verd Europeu o la diversitat de gènere, no es va poder constituir perquè no va sumar els eurodiputats suficients, especialment per l'entrada del Moviment 5 Estrelles al Grup de L'Esquerra i la intenció de Robert Fico de tornar a l'Aliança Progressista. Sahra Wagenknecht va culpar als grans grups polítics i als poderosos del fracàs del seu grup.

### Composició dels grups a l'inici de la legislatura
Finalment, els grups es van constituir amb la següent composició:
| Grup polític | Grup polític                                                     | Partit(s) polític(s) | Posició                        | Ideologia                                                                      | Escons    |
| --- | ---------------------------------------------------------------- | --- | ------------------------------ | ------------------------------------------------------------------------------ | --------- |
| | Grup del Partit Popular Europeu (Demòcrata-Cristians) (PPE)      | - Partit Popular Europeu: 175 - Moviment Polític Cristià Europeu: 1 - Sense partit europeu: 12                                                                            | Centredreta                    | Conservadorisme liberal Democràcia cristiana Neoliberalisme Europeisme         | 188 / 720 |
| | Grup de l'Aliança Progressista de Socialistes i Demòcrates (S&D) | - Partit dels Socialistes Europeus: 133 - Sense partit europeu: 5 | Centreesquerra                 | Socialdemocràcia Socialisme democràtic Progressisme Europeisme                 | 136 / 720 |
| | Grup dels Patriotes per Europa                                   | - Partit Identitat i Democràcia: 56 - Conservadors i Reformistes Europeus: 6 - Moviment Polític Cristià Europeu: 1 - Sense partit europeu: 21                             | Ultradreta                     | Populisme de dreta Conservadorisme nacionalista Antiimigració Euroescepticisme | 84 / 720  |
| | Grup dels Conservadors i Reformistes Europeus (CRE)              | - Conservadors i Reformistes Europeus: 52 - Aliança Lliure Europea: 3 - Moviment Polític Cristià Europeu: 2 - Partit Identitat i Democràcia: 1 - Sense partit europeu: 20 | Dreta Ultradreta               | Conservadorisme nacionalista Neoliberalisme Populisme Euroescepticisme moderat | 78 / 720  |
| | Grup Renovar Europa (RE)                                         | - Liberals i Demòcrates per Europa: 51 - Partit Demòcrata Europeu: 8 - Sense partit europeu: 18                                                                           | Centre                         | Liberalisme Socioliberalisme Progressisme Europeisme                           | 77 / 720  |
| | Grup d'Els Verds/Aliança Lliure Europea (Verds/ALE)              | - Partit Verd Europeu: 42 - Volt Europa: 5 - Aliança Lliure Europea: 3 - Partit Pirata Europeu: 1 - Sense partit europeu: 2                                               | Centreesquerra Transversalisme | Ecologisme Regionalisme Independentisme Europeisme                             | 53 / 720  |
| | Grup de L'Esquerra en el Parlament Europeu - GUE/NGL             | - Partit de l'Esquerra Europea: 26 - Animal Politics EU: 2 - Sense partit europeu: 18                                                                                     | Esquerra                       | Socialisme democràtic Marxisme Anticapitalisme Euroescepticisme moderat        | 46 / 720  |
| | Grup de l'Europa de les Nacions Sobiranes (ENS)                  | - Partit Identitat i Democràcia: 1 - Sense partit europeu: 24 | Ultradreta                     | Populisme de dreta Euroescepticisme Sobiranisme                                | 25 / 720  |
| | No inscrits (NI)                                                 | - Partit dels Socialistes Europeus: 6 - Sense partit europeu: 26 |                                |                                                                                | 32 / 720  |
| | Sense acreditació                                                | - Sense partit europeu: 1 |                                |                                                                                | 1 / 720   |
| Nota: - L'SMER-SD i Hlas-SD estan suspesos de militància al Partit dels Socialistes Europeus, però en el moment de la constitució no havien sigut expulsats. |                                                                  | |                                |                                                                                |           |

| Estat | Grups del Parlament Europeu | Grups del Parlament Europeu   | Grups del Parlament Europeu | Grups del Parlament Europeu | Grups del Parlament Europeu | Grups del Parlament Europeu | Grups del Parlament Europeu         | Grups del Parlament Europeu | Grups del Parlament Europeu        | Grups del Parlament Europeu | Grups del Parlament Europeu     | Grups del Parlament Europeu | Grups del Parlament Europeu | Grups del Parlament Europeu | Grups del Parlament Europeu | Grups del Parlament Europeu | Grups del Parlament Europeu | Grups del Parlament Europeu | MEP |    |    |
| Estat | PPE                         | PPE                           | S&D                         | S&D                         | Patriotes                   | Patriotes                   | CRE                                 | CRE                         | RE                                 | RE                          | Verds/ALE                       | Verds/ALE                   | Esquerra                    | Esquerra                    | ENS                         | ENS                         | NI/Altres                   | NI/Altres                   | MEP |    |    |
| --- | --------------------------- | ----------------------------- | --------------------------- | --------------------------- | --------------------------- | --------------------------- | ----------------------------------- | --------------------------- | ---------------------------------- | --------------------------- | ------------------------------- | --------------------------- | --------------------------- | --------------------------- | --------------------------- | --------------------------- | --------------------------- | --------------------------- | --- | -- | -- |
| Estat | Alemanya                    | 23 CDU 6 CSU 1 ÖDP 1 Familien | +1                          | 14 SPD                      | -2                          |                             |                                     |                             | -1                                 | 5 FDP 3 FW                  | +1                              | 12 Grüne 3 Volt             | -10                         | 3 Linke 1 PMUT              | -1                          | 14 AfD                      |                             | 6 BSW 2 PARTEI 1 PdF 1 Krah | MEP | -2 | 98 |
| França | 6 LR                        | -2                            | 10 PS 3 PP                  | +6                          | 30 RN                       |                             | 1 Maréchal 1 Peltier 1 Bay 1 Trochu | +3                          | 6 RE 3 MoDem 2 Horizons 1 UDI 1 IV | -10                         | 5 LE                            | -7                          | 9 FI                        | +3                          | 1 R!                        |                             |                             | -4                          | 81  |    |    |
| Itàlia | 8 FI 1 SVP                  | -3                            | 21 PD                       | +6                          | 8 Lega                      |                             | 24 FdI                              | +14                         |                                    | -4                          | 4 EV                            | +1                          | 8 M5S 2 SI                  | +10                         |                             |                             |                             | -13                         | 76  |    |    |
| Espanya | 22 PP                       | +9                            | 20 PSOE                     | -1                          | 6 Vox                       |                             |                                     | -4                          | 1 PNB                              | -8                          | 1 ERC 1 BNG 1 Comuns 1 Comprom. | +1                          | 2 Podem 1 EH Bildu 1 Sumar  | -2                          |                             |                             | 3 SALF 1 Junts              | +1                          | 61  |    |    |
| Polònia | 21 PO 2 PSL                 | +7                            | 3 Lewica                    | -3                          |                             |                             | 18 PiS 2 SP                         | -7                          | 1 P2050                            |                             |                                 |                             |                             |                             | 3 NN                        |                             | 2 RN 1 KKP                  | +2                          | 52  |    |    |
| Romania | 8 PNL 2 RMDSZ               | -4                            | 11 PSD                      | +2                          |                             |                             | 5 AUR 1 PNȚCD                       | +5                          | 2 USR 1 PMP                        | -4                          | 1 Ștefănuță                     |                             |                             |                             |                             |                             | 2 SOS                       | +1                          | 33  |    |    |
| Països Baixos | 3 CDA 2 BBB 1 NSC           |                               | 4 PvdA                      | -2                          | 6 PVV                       |                             | 1 SGP                               | -4                          | 4 VVD 3 D66                        |                             | 4 GL 2 Volt                     | +3                          | 1 PvdD                      |                             |                             |                             |                             | -1                          | 31  |    |    |
| Bèlgica | 2 CDenV 1 CSP               | -1                            | 2 PS 2 Vooruit              | +2                          | 3 VB                        |                             | 3 NV-A                              |                             | 3 MR 1 VLD 1 LE                    | +1                          | 1 Ecolo 1 Groen                 | -1                          | 2 PvdA                      | +1                          |                             |                             |                             |                             | 22  |    |    |
| Txèquia | 2 TOP 09 2 STAN 1 KDU-CSL   |                               |                             | -1                          | 7 ANO 2 Přísaha             |                             | 3 ODS                               | -1                          |                                    | -5                          | 1 Pirati                        | -2                          |                             | -1                          | 1 SPD                       |                             | 2 Stačilo!                  | +1                          | 21  |    |    |
| Grècia | 7 ND                        | +1                            | 3 PASOK                     | +1                          | 1 FL                        |                             | 2 Ellininki                         | +1                          |                                    | -1                          |                                 | -1                          | 4 Syriza                    |                             |                             |                             | 2 KKE 1 NIKI 1 PE           | -2                          | 21  |    |    |
| Hongria | 7 Tisza                     | +6                            | 2 DK                        |                             | 10 FIDESZ 1 KDNP            |                             |                                     |                             |                                    | -2                          |                                 |                             |                             |                             | 1 MHM                       |                             |                             | -13                         | 21  |    |    |
| Portugal | 6 PSD 1 CDS-PP              |                               | 8 PS                        | -1                          | 2 Chega                     |                             |                                     |                             | 2 IL                               | +2                          |                                 |                             | 1 BE 1 PCP                  | -2                          |                             |                             |                             |                             | 21  |    |    |
| Suècia | 4 MOD 1 KD                  | -1                            | 5 SAP                       |                             |                             |                             | 3 SD                                |                             | 2 CP 1 FP                          |                             | 3 MP                            |                             | 2 V                         | +1                          |                             |                             |                             |                             | 21  |    |    |
| Àustria | 5 ÖVP                       | -2                            | 5 SPO                       |                             | 6 FPÖ                       |                             |                                     |                             | 2 NEOS                             | +1                          | 2 Grünen                        | -1                          |                             |                             |                             |                             |                             |                             | 20  |    |    |
| Bulgària | 5 GERB-SDS 1 BD             | -1                            | 2 BSP                       | -2                          |                             |                             | 1 ITN                               | -1                          | 3 DPS 2 PP                         | +2                          |                                 |                             |                             |                             | 3 V                         |                             |                             | -1                          | 17  |    |    |
| Finlàndia | 4 KOK                       | +1                            | 2 SDP                       |                             |                             |                             | 1 PS                                | -1                          | 2 KESK 1 SFP                       |                             | 2 Vihr                          | -1                          | 3 VAS                       | +2                          |                             |                             |                             |                             | 15  |    |    |
| Dinamarca | 1 C 1 L                     | +1                            | 3 SD                        |                             | 1 DF                        |                             | 1 DD                                | +1                          | 2 V 1 RV 1 M                       | -1                          | 3 SF                            | +1                          | 1 Ø                         |                             |                             |                             |                             |                             | 15  |    |    |
| Eslovàquia | 1 KDH                       | -3                            |                             | -1                          |                             |                             |                                     | -1                          | 6 PS                               | +2                          |                                 |                             |                             |                             | 1 Republika                 |                             | 5 SMER 1 Hlas 1 Republika   | +3                          | 15  |    |    |
| Irlanda | 4 FG                        | -1                            | 1 Lab                       | +1                          |                             |                             |                                     |                             | 4 FF 1 II 1 McNamara               | +4                          |                                 | -2                          | 2 SF 1 Ming                 | -1                          |                             |                             |                             |                             | 14  |    |    |
| Croàcia | 6 HDZ                       | +2                            | 4 SDP                       |                             |                             |                             | 1 DP                                |                             |                                    | -1                          | 1 Možemo                        | +1                          |                             |                             |                             |                             |                             | -2                          | 12  |    |    |
| Lituània | 3 TS-LKD                    | -1                            | 2 LSDP                      |                             |                             |                             | 1 LVŽS 1 LLRA-KŠS                   | +1                          | 1 LP 1 LRLS                        | +1                          | 1 DSVL                          | -1                          |                             |                             | 1 TTS                       |                             |                             | -1                          | 11  |    |    |
| Letònia | 2 JV                        |                               | 1 SDP                       | -1                          | 1 LPV                       |                             | 2 TB/LNNK 1 AS                      | +1                          | 1 LA                               | +1                          | 1 P                             | +1                          |                             |                             |                             |                             |                             | -1                          | 9   |    |    |
| Eslovènia | 4 SDS-SLS 1 N.Si            | +1                            | 1 SD                        | -1                          |                             |                             |                                     |                             | 2 GS                               |                             | 1 Vesna                         | +1                          |                             |                             |                             |                             |                             |                             | 9   |    |    |
| Estònia | 2 Isamaa                    | +1                            | 2 SDE                       |                             |                             |                             | 1 Madison                           | +1                          | 1 REF 1 KE                         | -1                          |                                 |                             |                             |                             |                             |                             |                             |                             | 7   |    |    |
| Xipre | 2 DISi                      |                               | 1 DIKO                      | -1                          |                             |                             | 1 ELAM                              | +1                          |                                    |                             |                                 |                             | 1 AKEL                      | -1                          |                             |                             | 1 Fidias                    | +1                          | 6   |    |    |
| Luxemburg | 2 CSV                       |                               | 1 LSAP                      |                             |                             |                             | 1 ADR                               | +1                          | 1 DP                               | -1                          | 1 Gréng                         |                             |                             |                             |                             |                             |                             |                             | 6   |    |    |
| Malta | 3 PN                        | +1                            | 3 PL                        | -1                          |                             |                             |                                     |                             |                                    |                             |                                 |                             |                             |                             |                             |                             |                             |                             | 6   |    |    |
| Total | 188                         | +12                           | 136                         | -3                          | 84                          | nou                         | 78                                  | +9                          | 77                                 | -25                         | 53                              | -18                         | 46                          | +9                          | 25                          | nou                         | 33                          | -29                         | MEP |    |    |
| Total |                             |                               |                             |                             |                             |                             |                                     |                             |                                    |                             |                                 |                             |                             |                             |                             |                             |                             |                             | MEP |    |    |
| Total | PPE                         | PPE                           | S&D                         | S&D                         | Patriotes                   | Patriotes                   | CRE                                 | CRE                         | RE                                 | RE                          | Verds/ALE                       | Verds/ALE                   | Esquerra                    | Esquerra                    | ENS                         | ENS                         | NI/Altres                   | NI/Altres                   | MEP |    |    |
| Total | Grups del Parlament Europeu |                               |                             |                             |                             |                             |                                     |                             |                                    |                             |                                 |                             |                             |                             |                             |                             |                             |                             | MEP |    |    |
| Nota: - Les dades comparatives són en relació amb l'organització dels grups a la finalització del novè mandat del Parlament Europeu. |                             |                               |                             |                             |                             |                             |                                     |                             |                                    |                             |                                 |                             |                             |                             |                             |                             |                             |                             |     |    |    |

## Elecció de la Mesa per la primera meitat de la legislatura
En el plenari de constitució del nou Parlament Europeu, del 16 al 19 de juliol de 2024, els grups polítics van triar als seus representants en la Mesa del Parlament, incloent-hi el president, 14 vicepresidents i 5 qüestors, per la primera meitat de la legislatura.

### Presidència
Per a la presidència del Parlament, el Grup del Partit Popular Europeu va presentar a la presidència del Parlament Europeu sortint, la maltesa Roberta Metsola, amb el suport del Grup de l'Aliança Progressista de Socialistes i Demòcrates i de Renovar Europa, mentre que la resta de grups no va presentar candidat alternatiu amb l'excepció del Grup de L'Esquerra en el Parlament Europeu que, de manera simbòlica, va presentar a l'exministra espanyola Irene Montero, de Podem. Metsola va ser elegida en primera votació, celebrada el dia 16 de juliol, amb 562 vots.
| Votació per a la presidència del Parlament Europeu Vots emesos: 669 \| Vots blancs o nuls: 46 \| Majoria absoluta: 312 |                                 |                                    |
| Candidat |                                 |                                    |
| |                                 |                                    |
| Roberta Metsola | Irene Montero                   |                                    |
| Estat | Malta                           | Espanya                            |
| Partit polític | Partit Nacionalista             | Podem                              |
| Grup polític | Grup del Partit Popular Europeu | L'Esquerra en el Parlament Europeu |
| Votació | 562                             | 61                                 |

### Vicepresidències
Les 14 vicepresidències es van elegir desprès de la votació per a la presidència, amb tres per al Grup del Partit Popular Europeu, inclosa la primera vicepresidència, cinc per al Grup de l'Aliança Progressista de Socialistes i Demòcrates, dues per al Grup Renovar Europa i per al Grup dels Conservadors i Reformistes Europeus i una per al Grup dels Verds/Aliança Lliure Europea i per a L'Esquerra en el Parlament Europeu.
| Votació per a les vicepresidències del Parlament Europeu |                       |            |                                     |              |      |
| Primera volta                                            |                       |            |                                     |              |      |
| Nom                                                      | Nom                   | Estat      | Partit Polític                      | Grup polític | Vots |
|                                                          | Sabine Verheyen       | Alemanya   | Unió Demòcrata Cristiana d'Alemanya | PPE          | 604  |
|                                                          | Ewa Kopacz            | Polònia    | Plataforma Cívica                   | PPE          | 572  |
|                                                          | Esteban González Pons | Espanya    | Partit Popular                      | PPE          | 478  |
|                                                          | Katarina Barley       | Alemanya   | Partit Socialdemòcrata d'Alemanya   | S&D          | 450  |
|                                                          | Pina Picierno         | Itàlia     | Partit Democràtic                   | S&D          | 405  |
|                                                          | Victor Negrescu       | Romania    | Partit Socialdemòcrata              | S&D          | 394  |
|                                                          | Martin Hojsík         | Eslovàquia | Eslovàquia Progressista             | RE           | 393  |
|                                                          | Christel Schaldemose  | Dinamarca  | Socialdemòcrates                    | S&D          | 378  |
|                                                          | Javi López            | Espanya    | Partit Socialista Obrer Espanyol    | S&D          | 377  |
|                                                          | Sophie Wilmès         | Bèlgica    | Moviment Reformador                 | RE           | 371  |
|                                                          | Nicolae Ştefănuță     | Romania    | Partit Demòcrata-Liberal            | Verds/ALE    | 347  |
| Segona volta                                             |                       |            |                                     |              |      |
| Nom                                                      | Nom                   | Estat      | Partit Polític                      | Grup polític | Vots |
|                                                          | Antonella Sberna      | Itàlia     | Germans d'Itàlia                    | CRE          | 490  |
|                                                          | Roberts Zīle          | Letònia    | Aliança Nacional                    | CRE          | 314  |
|                                                          | Younous Omarjee       | França     | La França Insubmisa                 | L'Esquerra   | 311  |

### Qüestors
Els qüestors són els encarregats de les qüestions administratives i financeres que afecten directament els eurodiputats i garanteixen que aquests disposin de les infraestructures necessàries per a dur a terme el seu treball. Són membres de la Mesa del Parlament Europeu, però no tenen dret a vot. Van ser escollits el 17 de juliol de 2024.
| Votació per als qüestors del Parlament Europeu |                  |            |                                                   |              |      |
| Primera volta                                  |                  |            |                                                   |              |      |
| Nom                                            | Nom              | Estat      | Partit Polític                                    | Grup polític | Vots |
|                                                | Andrey Kovatchev | Bulgària   | Ciutadans pel Desenvolupament Europeu de Bulgària | PPE          | 559  |
|                                                | Marc Angel       | Luxemburg  | Partit Socialista dels Treballadors               | S&D          | 461  |
|                                                | Miriam Lexmann   | Eslovàquia | Moviment Democràtic Cristià                       | PPE          | 459  |
|                                                | Fabienne Keller  | França     | Renaixement                                       | RE           | 398  |
| Nom                                            | Nom              | Estat      | Partit Polític                                    | Grup polític | Vots |
|                                                | Kosma Złotowski  | Polònia    | Llei i Justícia                                   | CRE          | 335  |

## Comissions parlamentàries
Una vegada constituït el Parlament Europeu, els eurodiputats es divideixen en vint-i-una comissions, i dos subcomissions, per a treballar, de manera individualitzada, temàtiques concretes, que inclouen assumptes com a desenvolupament, comerç internacional, pesca, cultura i educació o drets de la dona. Cada comissió va escollir un president i quatre vicepresidents per ordenar i moderar els debats.
| Comité                                                                 | Comité                                                                 | MEP | Presidència      | Presidència | Presidència                   | Vicepresidències  | Vicepresidències           | Vicepresidències          |
| ---------------------------------------------------------------------- | ---------------------------------------------------------------------- | --- | ---------------- | ----------- | ----------------------------- | ----------------- | -------------------------- | ------------------------- |
| Comissió d'Afers Exteriors (AFET)                                      | Comissió d'Afers Exteriors (AFET)                                      | 79  |                  | PPE         | David McAllister              |                   | S&D                        | Hana Jalloul              |
| Comissió d'Afers Exteriors (AFET)                                      | Comissió d'Afers Exteriors (AFET)                                      | 79  |                  | PPE         | David McAllister              | RE                | Urmas Paet                 |                           |
| Comissió d'Afers Exteriors (AFET)                                      | Comissió d'Afers Exteriors (AFET)                                      | 79  |                  | PPE         | David McAllister              | CRE               | Alberico Gambino           |                           |
| Comissió d'Afers Exteriors (AFET)                                      | Comissió d'Afers Exteriors (AFET)                                      | 79  |                  | PPE         | David McAllister              | PPE               | Ioan-Rareș Bogdan          |                           |
|                                                                        | Subcomissió de Drets Humans (DROI)                                     | 30  |                  | Verds/ALE   | Mounir Satouri                |                   | S&D                        | Marta Temido              |
|                                                                        | Subcomissió de Drets Humans (DROI)                                     | 30  | PPE              | Verds/ALE   | Mounir Satouri                | Łukasz Kohut      |                            |                           |
|                                                                        | Subcomissió de Drets Humans (DROI)                                     | 30  | [per determinar] | Verds/ALE   | Mounir Satouri                |                   |                            |                           |
|                                                                        | Subcomissió de Drets Humans (DROI)                                     | 30  | [per determinar] | Verds/ALE   | Mounir Satouri                |                   |                            |                           |
| Comissió de Seguretat i Defensa (SEDE)                                 | Comissió de Seguretat i Defensa (SEDE)                                 | 30  |                  | RE          | Marie-Agnes Strack-Zimmermann |                   | PPE                        | Christophe Gomart         |
| Comissió de Seguretat i Defensa (SEDE)                                 | Comissió de Seguretat i Defensa (SEDE)                                 | 30  |                  | RE          | Marie-Agnes Strack-Zimmermann | S&D               | Mihai Tudose               |                           |
| Comissió de Seguretat i Defensa (SEDE)                                 | Comissió de Seguretat i Defensa (SEDE)                                 | 30  |                  | RE          | Marie-Agnes Strack-Zimmermann | CRE               | Alberico Gambino           |                           |
| Comissió de Seguretat i Defensa (SEDE)                                 | Comissió de Seguretat i Defensa (SEDE)                                 | 30  |                  | RE          | Marie-Agnes Strack-Zimmermann | PPE               | Riho Terras                |                           |
| Comissió de Desenvolupament (DEVE)                                     | Comissió de Desenvolupament (DEVE)                                     | 25  |                  | RE          | Barry Andrews                 |                   | V/ALE                      | Isabella Lövin            |
| Comissió de Desenvolupament (DEVE)                                     | Comissió de Desenvolupament (DEVE)                                     | 25  |                  | RE          | Barry Andrews                 | PPE               | Hildegard Bentele          |                           |
| Comissió de Desenvolupament (DEVE)                                     | Comissió de Desenvolupament (DEVE)                                     | 25  |                  | RE          | Barry Andrews                 | RE                | Abir Al-Sahlani            |                           |
| Comissió de Desenvolupament (DEVE)                                     | Comissió de Desenvolupament (DEVE)                                     | 25  |                  | RE          | Barry Andrews                 | S&D               | Robert Biedroń             |                           |
| Comissió de Comerç Internacional (INTA)                                | Comissió de Comerç Internacional (INTA)                                | 43  |                  | S&D         | Bernd Lange                   |                   | Esq.                       | Manon Aubry               |
| Comissió de Comerç Internacional (INTA)                                | Comissió de Comerç Internacional (INTA)                                | 43  |                  | S&D         | Bernd Lange                   | PPE               | Iuliu Winkler              |                           |
| Comissió de Comerç Internacional (INTA)                                | Comissió de Comerç Internacional (INTA)                                | 43  |                  | S&D         | Bernd Lange                   | RE                | Karin Karlsbro             |                           |
| Comissió de Comerç Internacional (INTA)                                | Comissió de Comerç Internacional (INTA)                                | 43  |                  | S&D         | Bernd Lange                   | S&D               | Kathleen Van Brempt        |                           |
| Comissió de Pressupostos (BUDG)                                        | Comissió de Pressupostos (BUDG)                                        | 40  |                  | CRE         | Johan Van Overtveldt          |                   | PPE                        | Monika Hohlmeier          |
| Comissió de Pressupostos (BUDG)                                        | Comissió de Pressupostos (BUDG)                                        | 40  |                  | CRE         | Johan Van Overtveldt          | S&D               | Giuseppe Lupo              |                           |
| Comissió de Pressupostos (BUDG)                                        | Comissió de Pressupostos (BUDG)                                        | 40  |                  | CRE         | Johan Van Overtveldt          | PPE               | Janusz Lewandowski         |                           |
| Comissió de Pressupostos (BUDG)                                        | Comissió de Pressupostos (BUDG)                                        | 40  |                  | CRE         | Johan Van Overtveldt          | RE                | Lucia Yar                  |                           |
| Comissió de Control Pressupostari (CONT)                               | Comissió de Control Pressupostari (CONT)                               | 30  |                  | PPE         | Niclas Herbst                 |                   | S&D                        | Caterina Chinnici         |
| Comissió de Control Pressupostari (CONT)                               | Comissió de Control Pressupostari (CONT)                               | 30  |                  | PPE         | Niclas Herbst                 | CRE               | Cristian Terheş            |                           |
| Comissió de Control Pressupostari (CONT)                               | Comissió de Control Pressupostari (CONT)                               | 30  |                  | PPE         | Niclas Herbst                 | S&D               | Claudiu Manda              |                           |
| Comissió de Control Pressupostari (CONT)                               | Comissió de Control Pressupostari (CONT)                               | 30  | [per determinar] | PPE         | Niclas Herbst                 |                   |                            |                           |
| Comissió d'Afers Econòmics i Monetaris (ECON)                          | Comissió d'Afers Econòmics i Monetaris (ECON)                          | 60  |                  | S&D         | Aurore Lalucq                 |                   | V/ALE                      | Damian Boeselager         |
| Comissió d'Afers Econòmics i Monetaris (ECON)                          | Comissió d'Afers Econòmics i Monetaris (ECON)                          | 60  |                  | S&D         | Aurore Lalucq                 | RE                | Ludovit Odor               |                           |
| Comissió d'Afers Econòmics i Monetaris (ECON)                          | Comissió d'Afers Econòmics i Monetaris (ECON)                          | 60  |                  | S&D         | Aurore Lalucq                 | PPE               | Ludek Niedermayer          |                           |
| Comissió d'Afers Econòmics i Monetaris (ECON)                          | Comissió d'Afers Econòmics i Monetaris (ECON)                          | 60  | [per determinar] | S&D         | Aurore Lalucq                 |                   |                            |                           |
|                                                                        | Subcomitè de Matèria Fiscal (FISC)                                     | 30  |                  | Esquerra    | Pasquale Tridico              |                   | S&D                        | Kira Marie Peter-Hansen   |
|                                                                        | Subcomitè de Matèria Fiscal (FISC)                                     | 30  | PPE              | Esquerra    | Pasquale Tridico              | Regina Doherty    |                            |                           |
|                                                                        | Subcomitè de Matèria Fiscal (FISC)                                     | 30  | PPE              | Esquerra    | Pasquale Tridico              | Markus Ferber     |                            |                           |
|                                                                        | Subcomitè de Matèria Fiscal (FISC)                                     | 30  | S&D              | Esquerra    | Pasquale Tridico              | Matthias Ecke     |                            |                           |
| Comissió d'Ocupació i Afers Socials (EMPL)                             | Comissió d'Ocupació i Afers Socials (EMPL)                             | 60  |                  | Esquerra    | Li Andersson                  |                   | S&D                        | Johan Danielsson          |
| Comissió d'Ocupació i Afers Socials (EMPL)                             | Comissió d'Ocupació i Afers Socials (EMPL)                             | 60  |                  | Esquerra    | Li Andersson                  | PPE               | Jagna Marczułajtis-Walczak |                           |
| Comissió d'Ocupació i Afers Socials (EMPL)                             | Comissió d'Ocupació i Afers Socials (EMPL)                             | 60  |                  | Esquerra    | Li Andersson                  | V/ALE             | Katrin Langensiepen        |                           |
| Comissió d'Ocupació i Afers Socials (EMPL)                             | Comissió d'Ocupació i Afers Socials (EMPL)                             | 60  | [per determinar] | Esquerra    | Li Andersson                  |                   |                            |                           |
| Comissió de Medi ambient, Salut Pública i Seguretat Alimentària (ENVI) | Comissió de Medi ambient, Salut Pública i Seguretat Alimentària (ENVI) | 90  |                  | S&D         | Antonio Decaro                |                   | PPE                        | Esther Herranz            |
| Comissió de Medi ambient, Salut Pública i Seguretat Alimentària (ENVI) | Comissió de Medi ambient, Salut Pública i Seguretat Alimentària (ENVI) | 90  |                  | S&D         | Antonio Decaro                | CRE               | Pietro Fiocchi             |                           |
| Comissió de Medi ambient, Salut Pública i Seguretat Alimentària (ENVI) | Comissió de Medi ambient, Salut Pública i Seguretat Alimentària (ENVI) | 90  |                  | S&D         | Antonio Decaro                | Esq.              | Anja Hazekamp              |                           |
| Comissió de Medi ambient, Salut Pública i Seguretat Alimentària (ENVI) | Comissió de Medi ambient, Salut Pública i Seguretat Alimentària (ENVI) | 90  |                  | S&D         | Antonio Decaro                | PPE               | András Tivadar Kulja       |                           |
|                                                                        | Subcomissió de Salut Pública (SANT)                                    | 30  |                  | PPE         | Adam Jarubas                  |                   | V/ALE                      | Tilly Metz                |
|                                                                        | Subcomissió de Salut Pública (SANT)                                    | 30  | RE               | PPE         | Adam Jarubas                  | Stine Bosse       |                            |                           |
|                                                                        | Subcomissió de Salut Pública (SANT)                                    | 30  | S&D              | PPE         | Adam Jarubas                  | Romana Jerković   |                            |                           |
|                                                                        | Subcomissió de Salut Pública (SANT)                                    | 30  | CRE              | PPE         | Adam Jarubas                  | Emmanouil Fragkos |                            |                           |
| Comissió d'Indústria, Investigació i Energia (ITRE)                    | Comissió d'Indústria, Investigació i Energia (ITRE)                    | 90  |                  | PPE         | Borys Budka                   |                   | S&D                        | Tsvetelina Penkova        |
| Comissió d'Indústria, Investigació i Energia (ITRE)                    | Comissió d'Indústria, Investigació i Energia (ITRE)                    | 90  |                  | PPE         | Borys Budka                   | CRE               | Elena Donazzan             |                           |
| Comissió d'Indústria, Investigació i Energia (ITRE)                    | Comissió d'Indústria, Investigació i Energia (ITRE)                    | 90  |                  | PPE         | Borys Budka                   | S&D               | Giorgio Gori               |                           |
| Comissió d'Indústria, Investigació i Energia (ITRE)                    | Comissió d'Indústria, Investigació i Energia (ITRE)                    | 90  |                  | PPE         | Borys Budka                   | RE                | Yvan Verougstraete         |                           |
| Comissió de Mercat Interior i Protecció del Consumidor (IMCO)          | Comissió de Mercat Interior i Protecció del Consumidor (IMCO)          | 52  |                  | Verds/ALE   | Anna Cavazzini                |                   | PPE                        | Christian Doleschal       |
| Comissió de Mercat Interior i Protecció del Consumidor (IMCO)          | Comissió de Mercat Interior i Protecció del Consumidor (IMCO)          | 52  |                  | Verds/ALE   | Anna Cavazzini                | RE                | Nikola Minchev             |                           |
| Comissió de Mercat Interior i Protecció del Consumidor (IMCO)          | Comissió de Mercat Interior i Protecció del Consumidor (IMCO)          | 52  |                  | Verds/ALE   | Anna Cavazzini                | S&D               | Maria Grapini              |                           |
| Comissió de Mercat Interior i Protecció del Consumidor (IMCO)          | Comissió de Mercat Interior i Protecció del Consumidor (IMCO)          | 52  |                  | Verds/ALE   | Anna Cavazzini                | PPE               | Kamila Gasiuk-Pihowicz     |                           |
| Comissió de Transports i Turisme (TRAN)                                | Comissió de Transports i Turisme (TRAN)                                | 46  |                  | PPE         | Elissavet Vozemberg-Vrionidi  |                   | V/ALE                      | Virginijus Sinkevičius    |
| Comissió de Transports i Turisme (TRAN)                                | Comissió de Transports i Turisme (TRAN)                                | 46  |                  | PPE         | Elissavet Vozemberg-Vrionidi  | PPE               | Sophia Kircher             |                           |
| Comissió de Transports i Turisme (TRAN)                                | Comissió de Transports i Turisme (TRAN)                                | 46  |                  | PPE         | Elissavet Vozemberg-Vrionidi  | Esq.              | Elena Kountoura            |                           |
| Comissió de Transports i Turisme (TRAN)                                | Comissió de Transports i Turisme (TRAN)                                | 46  |                  | PPE         | Elissavet Vozemberg-Vrionidi  | S&D               | Matteo Ricci               |                           |
| Comissió de Desenvolupament Regional (REGI)                            | Comissió de Desenvolupament Regional (REGI)                            | 41  |                  | S&D         | Adrian-Dragoş Benea           |                   | PPE                        | Gabriella Gerzsenyi       |
| Comissió de Desenvolupament Regional (REGI)                            | Comissió de Desenvolupament Regional (REGI)                            | 41  |                  | S&D         | Adrian-Dragoş Benea           | S&D               | Nora Mebarek               |                           |
| Comissió de Desenvolupament Regional (REGI)                            | Comissió de Desenvolupament Regional (REGI)                            | 41  |                  | S&D         | Adrian-Dragoş Benea           | CRE               | Francesco Ventola          |                           |
| Comissió de Desenvolupament Regional (REGI)                            | Comissió de Desenvolupament Regional (REGI)                            | 41  |                  | S&D         | Adrian-Dragoş Benea           | RE                | Ľubica Karvašová           |                           |
| Comissió d'Agricultura i Desenvolupament Rural (AGRI)                  | Comissió d'Agricultura i Desenvolupament Rural (AGRI)                  | 49  |                  | CRE         | Veronika Vrecionová           |                   | PPE                        | Daniel Buda               |
| Comissió d'Agricultura i Desenvolupament Rural (AGRI)                  | Comissió d'Agricultura i Desenvolupament Rural (AGRI)                  | 49  |                  | CRE         | Veronika Vrecionová           | PPE               | Norbert Lins               |                           |
| Comissió d'Agricultura i Desenvolupament Rural (AGRI)                  | Comissió d'Agricultura i Desenvolupament Rural (AGRI)                  | 49  |                  | CRE         | Veronika Vrecionová           | S&D               | Eric Sargiacomo            |                           |
| Comissió d'Agricultura i Desenvolupament Rural (AGRI)                  | Comissió d'Agricultura i Desenvolupament Rural (AGRI)                  | 49  | [per determinar] | CRE         | Veronika Vrecionová           |                   |                            |                           |
| Comissió de Pesca (PECH)                                               | Comissió de Pesca (PECH)                                               | 27  |                  | PPE         | Carmen Crespo                 |                   | PPE                        | Sander Smit               |
| Comissió de Pesca (PECH)                                               | Comissió de Pesca (PECH)                                               | 27  |                  | PPE         | Carmen Crespo                 | CRE               | Giuseppe Milazzo           |                           |
| Comissió de Pesca (PECH)                                               | Comissió de Pesca (PECH)                                               | 27  |                  | PPE         | Carmen Crespo                 | RE                | Stéphanie Yon-Courtin      |                           |
| Comissió de Pesca (PECH)                                               | Comissió de Pesca (PECH)                                               | 27  |                  | PPE         | Carmen Crespo                 | PPE               | Jessica Polfjärd           |                           |
| Comissió de Cultura i Educació (CULT)                                  | Comissió de Cultura i Educació (CULT)                                  | 30  |                  | Verds/ALE   | Nela Riehl                    |                   | PPE                        | Bogdan Andrzej Zdrojewski |
| Comissió de Cultura i Educació (CULT)                                  | Comissió de Cultura i Educació (CULT)                                  | 30  |                  | Verds/ALE   | Nela Riehl                    | S&D               | Emma Rafowicz              |                           |
| Comissió de Cultura i Educació (CULT)                                  | Comissió de Cultura i Educació (CULT)                                  | 30  |                  | Verds/ALE   | Nela Riehl                    | V/ALE             | Diana Riba                 |                           |
| Comissió de Cultura i Educació (CULT)                                  | Comissió de Cultura i Educació (CULT)                                  | 30  |                  | Verds/ALE   | Nela Riehl                    | RE                | Hristo Petrov              |                           |
| Comissió d'Afers Jurídics (JURI)                                       | Comissió d'Afers Jurídics (JURI)                                       | 25  |                  | RE          | Ilhan Kyuchyuk                |                   | PPE                        | Marion Walsmann           |
| Comissió d'Afers Jurídics (JURI)                                       | Comissió d'Afers Jurídics (JURI)                                       | 25  |                  | RE          | Ilhan Kyuchyuk                | CRE               | Mario Mantovani            |                           |
| Comissió d'Afers Jurídics (JURI)                                       | Comissió d'Afers Jurídics (JURI)                                       | 25  |                  | RE          | Ilhan Kyuchyuk                | S&D               | Lara Wolters               |                           |
| Comissió d'Afers Jurídics (JURI)                                       | Comissió d'Afers Jurídics (JURI)                                       | 25  |                  | RE          | Ilhan Kyuchyuk                | PPE               | Emil Radev                 |                           |
| Comissió de Llibertats Civils, Justícia i Assumptes d'Interior (LIBE)  | Comissió de Llibertats Civils, Justícia i Assumptes d'Interior (LIBE)  | 75  |                  | PPE         | Javier Zarzalejos             |                   | PPE                        | Marina Kaljurand          |
| Comissió de Llibertats Civils, Justícia i Assumptes d'Interior (LIBE)  | Comissió de Llibertats Civils, Justícia i Assumptes d'Interior (LIBE)  | 75  |                  | PPE         | Javier Zarzalejos             | CRE               | Charlie Weimers            |                           |
| Comissió de Llibertats Civils, Justícia i Assumptes d'Interior (LIBE)  | Comissió de Llibertats Civils, Justícia i Assumptes d'Interior (LIBE)  | 75  |                  | PPE         | Javier Zarzalejos             | S&D               | Alessandro Zan             |                           |
| Comissió de Llibertats Civils, Justícia i Assumptes d'Interior (LIBE)  | Comissió de Llibertats Civils, Justícia i Assumptes d'Interior (LIBE)  | 75  |                  | PPE         | Javier Zarzalejos             | Esq.              | Estrella Galán             |                           |
| Comissió d'Afers Constitucionals (AFCO)                                | Comissió d'Afers Constitucionals (AFCO)                                | 30  |                  | PPE         | Sven Simon                    |                   | S&D                        | Gabriele Bischoff         |
| Comissió d'Afers Constitucionals (AFCO)                                | Comissió d'Afers Constitucionals (AFCO)                                | 30  |                  | PPE         | Sven Simon                    | PPE               | Adrián Vázquez             |                           |
| Comissió d'Afers Constitucionals (AFCO)                                | Comissió d'Afers Constitucionals (AFCO)                                | 30  |                  | PPE         | Sven Simon                    | RE                | Charles Goerens            |                           |
| Comissió d'Afers Constitucionals (AFCO)                                | Comissió d'Afers Constitucionals (AFCO)                                | 30  |                  | PPE         | Sven Simon                    | PPE               | Péter Magyar               |                           |
| Comissió de Drets de la Dona i Igualtat de Gènere (FEMM)               | Comissió de Drets de la Dona i Igualtat de Gènere (FEMM)               | 40  |                  | S&D         | Lina Gálvez                   |                   | RE                         | Dainius Žalimas           |
| Comissió de Drets de la Dona i Igualtat de Gènere (FEMM)               | Comissió de Drets de la Dona i Igualtat de Gènere (FEMM)               | 40  |                  | S&D         | Lina Gálvez                   | Esq.              | Irene Montero              |                           |
| Comissió de Drets de la Dona i Igualtat de Gènere (FEMM)               | Comissió de Drets de la Dona i Igualtat de Gènere (FEMM)               | 40  |                  | S&D         | Lina Gálvez                   | PPE               | Rosa Estaràs               |                           |
| Comissió de Drets de la Dona i Igualtat de Gènere (FEMM)               | Comissió de Drets de la Dona i Igualtat de Gènere (FEMM)               | 40  |                  | S&D         | Lina Gálvez                   | S&D               | Predrag Fred Matić         |                           |
| Comissió de Peticions (PETI)                                           | Comissió de Peticions (PETI)                                           | 35  |                  | CRE         | Bogdan Rzońca                 |                   | PPE                        | Dolors Montserrat         |
| Comissió de Peticions (PETI)                                           | Comissió de Peticions (PETI)                                           | 35  |                  | CRE         | Bogdan Rzońca                 | PPE               | Fredis Beleris             |                           |
| Comissió de Peticions (PETI)                                           | Comissió de Peticions (PETI)                                           | 35  |                  | CRE         | Bogdan Rzońca                 | S&D               | Nils Ušakovs               |                           |
| Comissió de Peticions (PETI)                                           | Comissió de Peticions (PETI)                                           | 35  |                  | CRE         | Bogdan Rzońca                 | V/ALE             | Cristina Guarda            |                           |

## Delegacions
El Parlament Europeu estableix delegacions per mantenir i desenvolupar relacions amb entitats amb les quals té interès per a cooperar. Entre ells es troben els països amb qui la Unió Europea té relacions estretes (especialment comercials) o els països que sol·liciten l'adhesió a la Unió. L'Eurocambra també coopera amb els òrgans parlamentaris d'altres organitzacions internacionals, com l'OTAN.
Les comissions es divideixen en quatre tipus, segons els països o entitats amb qui es relacionen i poden ser delegacions permanents o ad hoc. Aquestes van ser definides, així com la seva composició amb membres plens i substituts a la sessió de constitució del Parlament Europeu el 17 de juliol de 2024, mentre que les presidències d'aquestes han de ser escollides per la mateixa comissió a la primera reunió a l'ultim trimestre de l'any.

### Delegacions en les Assemblees Parlamentàries
| Delegació                                                             | Presidència | Presidència | Presidència       |
| --------------------------------------------------------------------- | ----------- | ----------- | ----------------- |
| Delegació per a les Relacions amb l'Assemblea Parlamentària de l'OTAN |             | PPE         | Salvatore de Meo  |
| Delegació en l'Assemblea Parlamentària Paritària ACP-UE               |             | S&D         | Francisco Assis   |
| Delegació en l'Assemblea Parlamentària Euro-llatinoamericana          |             | PPE         | Gabriel Mato      |
| Delegació en l'Assemblea Parlamentària Euronest                       |             | Verds/ALE   | Sergey Lagodinsky |
| Delegació en l'Assemblea Parlamentària de la Unió pel Mediterrani     |             | PPE         | Roberta Metsola   |
| Delegació en l'Assemblea Parlamentària Carib-UE                       |             | RE          | Malik Azmani      |
| Delegació en l'Assemblea Parlamentària Pacífic-UE                     |             | CRE         | Gheorghe Piperea  |
| Delegació en l'Assemblea Parlamentària Àfrica-UE                      |             | RE          | Hilde Vautmans    |

### Comissions Parlamentàries Mixtes
| Delegació | Presidència | Presidència | Presidència             |
| --- | ----------- | ----------- | ----------------------- |
| Delegació per a la Cooperació Septentrional i per a les Relacions amb Suïssa i Noruega, en la Comissió Parlamentària Mixta UE-Islàndia i en la Comissió Parlamentària Mixta de l'Espai Econòmic Europeu (EEE)                  |             | PPE         | Andreas Schwab          |
| Delegació per a les relacions amb Bòsnia i Hercegovina i Kosovo |             | PPE         | Davor Ivo Stier         |
| Delegació per a les Relacions amb els països del Magrib i la Unió del Magreb Àrab, incloses la Comissió Parlamentària Mixta UE-Marroc, la Comissió Parlamentària Mixta UE-Tunísia i la Comissió Parlamentària Mixta UE-Algèria |             | CRE         | Ruggero Razza           |
| Delegació en la Comissió Parlamentària Cariforum-UE |             | PPE         | Norbert Lins            |
| Delegació en la Comissió Parlamentària d'Estabilització i Associació UE-Albània |             | S&D         | Marco Tarquinio         |
| Delegació en la Comissió Parlamentària Mixta UE-Xile |             | CRE         | Stefano Cavedagna       |
| Delegació en la Comissió Parlamentària Mixta UE-Mèxic |             | PPE         | Antonio López-Istúriz   |
| Delegació en la Comissió Parlamentària d'Associació UE-Moldàvia |             | PPE         | Siegfried Muresan       |
| Delegació en la Comissió Parlamentària d'Estabilització i Associació UE-Montenegro |             | Verds/ALE   | Thomas Waitz            |
| Delegació en la Comissió Parlamentària Mixta UE-Macedònia del Nord |             | PPE         | Karlo Ressler           |
| Delegació en la Comissió Parlamentària d'Estabilització i Associació UE-Sèrbia |             | PPE         | Loucas Fourlas          |
| Delegació en la Comissió Parlamentària Mixta UE-Turquia |             | PPE         | Emmanouil Kefalogiannis |
| Delegació en l'Assemblea Parlamentària d'Associació UE-Regne Unit |             | RE          | Sandro Gozi             |
| Delegació en la Comissió Parlamentària d'Associació UE-Ucraïna |             | PPE         | Pekka Toveri            |

### Comissions Parlamentàries de Cooperació
| Delegació | Presidència | Presidència | Presidència       |
| --- | ----------- | ----------- | ----------------- |
| Delegació en la Comissió Parlamentària d'Associació UE-Armènia, en la Comissió Parlamentària de Cooperació UE-Azerbaidjan i en la Comissió Parlamentària d'Associació UE-Geòrgia |             | Verds/ALE   | Nils Ušakovs      |
| Delegació en les Comissions Parlamentàries de Cooperació UE-Kazakhstan, UE-Kirguizstan, UE-Uzbekistan i UE-Tadjikistan, i per a les Relacions amb Turkmenistan i Mongòlia        |             | PPE         | Giuseppina Princi |
| Delegació en la Comissió Parlamentària de Cooperació UE-Rússia |             | Verds/ALE   | Ville Niinistö    |

### Altres delegacions interparlamentàries
| Delegació | Presidència | Presidència | Presidència             |
| --- | ----------- | ----------- | ----------------------- |
| Delegació per a les Relacions amb l'Afganistan                                                                         |             | RE          | Raquel García           |
| Delegació per a les Relacions amb Austràlia i Nova Zelanda                                                             |             | PPE         | Seán Kelly              |
| Delegació per a les Relacions amb Bielorússia                                                                          |             | CRE         | Małgorzata Gosiewska    |
| Delegació per a les Relacions amb la República Federativa del Brasil                                                   |             | PPE         | Hélder Sousa Silva      |
| Delegació per a les Relacions amb el Canadà                                                                            |             | S&D         | Javier Moreno           |
| Delegació per a les Relacions amb l'Índia                                                                              |             | PPE         | Angelika Niebler        |
| Delegació per a les Relacions amb l'Iran                                                                               |             | Verds/ALE   | Hannah Neumann          |
| Delegació per a les Relacions amb l'Iraq                                                                               |             | PPE         | Ioan-Rareş Bogdan       |
| Delegació per a les Relacions amb Israel                                                                               |             | PPE         | Daniel Caspary          |
| Delegació per a les Relacions amb el Japó                                                                              |             | CRE         | Adam Bielan             |
| Delegació per a les Relacions amb Mercosur                                                                             |             | S&D         | Evelyn Regner           |
| Delegació per a les Relacions amb Palestina                                                                            |             | Esquerra    | Lynn Boylan             |
| Delegació per a les Relacions amb Sud-àfrica                                                                           |             | S&D         | Udo Bullmann            |
| Delegació per a les Relacions amb la Península Aràbiga                                                                 |             | PPE         | Reinhold Lopatka        |
| Delegació per a les Relacions amb els països de l'Amèrica Central                                                      |             | Verds/ALE   | Diana Riba              |
| Delegació per a les Relacions amb els països de l'Àsia meridional                                                      |             | CRE         | Şerban-Dimitrie Sturdza |
| Delegació per a les Relacions amb els països del Sud-est Asiàtic i l'Associació de Nacions del Sud-est Asiàtic (ASEAN) |             | PPE         | Wouter Beke             |
| Delegació per a les Relacions amb els països de la Comunitat Andina                                                    |             | S&D         | Robert Biedroń          |
| Delegació per a les Relacions amb la Península de Corea                                                                |             | S&D         | César Luena             |
| Delegació per a les Relacions amb els països del Màixriq                                                               |             | PPE         | Laurent Castillo        |
| Delegació per a les Relacions amb el Parlament Panafricà                                                               |             | Esquerra    | Merja Kyllönen          |
| Delegació per a les Relacions amb la República Popular de la Xina                                                      |             | RE          | Engin Eroglu            |
| Delegació per a les Relacions amb els Estats Units                                                                     |             | S&D         | Brando Benifei          |

## Secretaria del Parlament Europeu

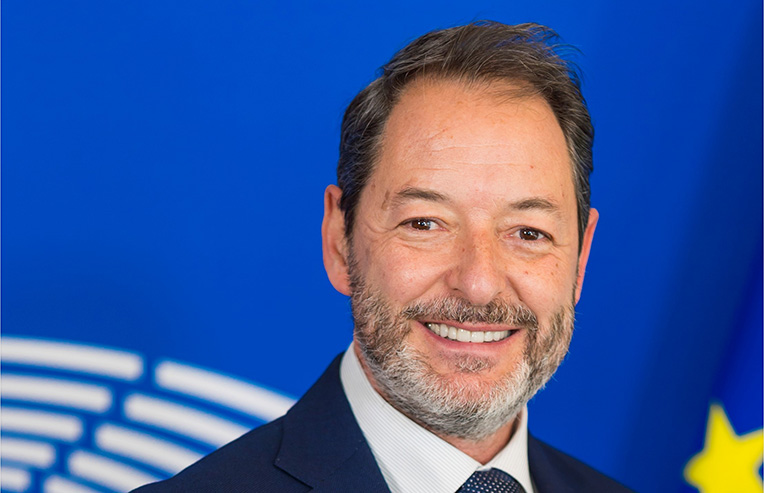
Alessandro Chiocchetti, secretari general del Parlament Europeu.

La Secretaria del Parlament Europeu és l'organisme administratiu encarregat de coordinar els treballs legislatius i d'organitzar les sessions plenàries i d'altres reunions d'aquesta institució legislativa de la Unió Europea. La seu es troba a la ciutat de Luxemburg, no gaire lluny de les seus oficial (Estrasburg) i de treball (Brussel·les) de l'Eurocambra. Al cap de la seu es troba un secretari general, nomenat per la Mesa del Parlament, i es divideix en tretze direccions generals.
A l'inici de la legislatura, aquesta era la seva estructura:
- Secretari General: Alessandro Chiocchetti ( Itàlia)
- Secretari General adjunt: Markus Winkler ( Alemanya)
- Secretari General adjunt: Anders Rasmussen
- Cap dels serveis legals: Freddy Drexler ( França)
- Direccions Generals:
  - Direcció General de la Presidència (DG PRES): Markus Winkler ( Alemanya)
  - Direcció General de Polítiques Internes de la Unió (DG IPOL): Christian Mangold ( Alemanya)
  - Direcció General de Polítiques Exteriors de la Unió (DG EXPO): Pietro Ducci ( Itàlia)
  - Direcció General de Comunicació (DG COMM): Jaume Duch Guillot ( Espanya)
  - Direcció General de Serveis de Recerca Parlamentaris (DG EPRS): Anders Rasmussen
  - Direcció General d'Associacions per a la Democràcia Parlamentaria (DG PART): Sannaleena Lepola-Honig
  - Direcció General de Personal (DG PERS): Kristian Knudsen ( Dinamarca)
  - Direcció General d'Infraestructures i Logística (DG INLO): Leena Maria Linnus ( Finlàndia)
  - Direcció General de Traducció (DG TRAD): Valter Mavrič ( Eslovènia)
  - Direcció General de Logística i Interpretació per a Conferències (DG LINC): Agnieszka Walter-Drop ( Polònia)
  - Direcció General de Finances (DG FINS): Didier Klethi ( França)
  - Direcció General d'Innovació i Suport Tecnològic (DG ITEC): Lorenzo Mannelli ( Itàlia)
  - Direcció General de Seguretat (DG SAFE): María José Martínez Iglesias ( Espanya)

## Elecció de la Comissió Europea

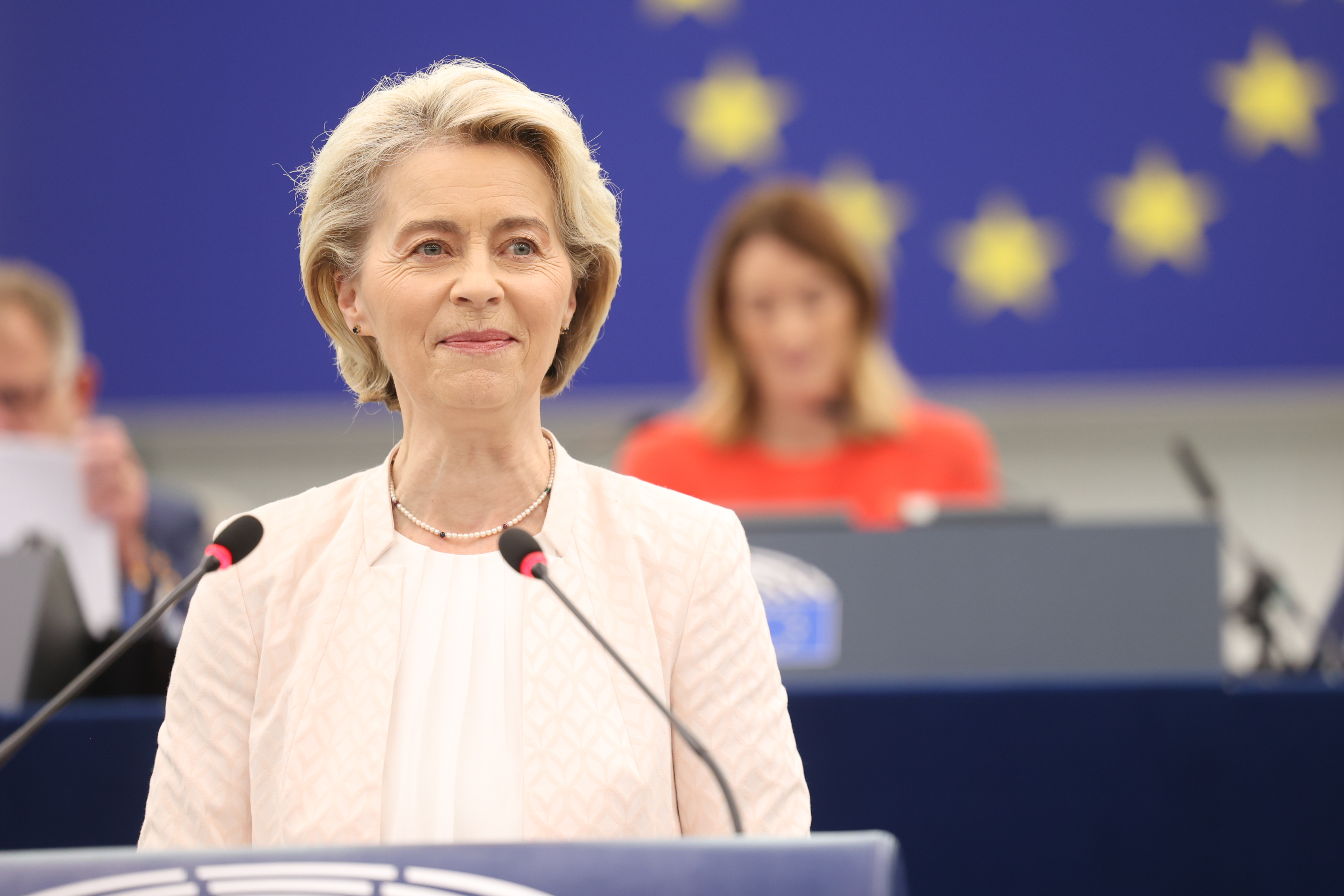
Ursula von der Leyen compareix enfront del Parlament Europeu per defensar la seva candidatura a presidenta el 18 de juliol de 2024.

Després de l'entrada en vigor del Tractat de Lisboa, el Parlament Europeu es converteix en peça fonamental per a l'elecció de la nova Comissió Europea. El president de la Comissió Europea és proposat per la majoria qualificada del Consell Europeu, sobre la base dels resultats electorals i després de consultar al president de l'Eurocambra, i ha de ser ratificat per la majoria absoluta dels eurodiputats reunits en sessió plenària.
Després d'aquesta elecció, el Consell Europeu nomena, d'acord amb el president electe de la Comissió i amb majoria qualificada, a l'alt representant, que és automàticament un vicepresident de la Comissió, i en el si de la qual s'encarrega de la gestió de les relacions internacionals i coordina, sota la supervisió i l'autoritat del president, l'acció exterior de la Unió Europea.
Una vegada elegits tots dos càrrecs, els governs dels estats membre de la Unió Europea es reuneixen amb el president de la Comissió Europea per a coordinar una adequada composició de la Comissió Europea. Després d'això, el Consell Europeu i el president, presenten una llista de candidats que han de comparèixer davant les comissions del Parlament Europeu perquè aquestes elevin un informe. Posteriorment, el ple de l'Eurocambra vota la llista completa, amb els canvis exigits pel mateix Parlament, amb majoria simple, i la Comissió Europea vota la nova Comissió, per majoria qualificada.

### Elecció del president de la Comissió
Després de la victòria del Partit Popular Europeu a les eleccions de 2024, la família conservadora va proposar a Ursula von der Leyen per un segon mandat al capdavant de la presidència de la Comissió. En les negociacions posteriors, liderades per Donald Tusk i Kyriakos Mitsotakis pels conservadors i Pedro Sánchez i Olaf Scholz pel Partit dels Socialistes Europeus, a la que es van sumar posteriorment els liberals, es va acordar proposar a Von der Leyen com a candidata junt amb altres càrrecs importants de la Unió Europea.
La candidatura d'Ursula es va aprovar el 27 de juny de 2024, al Consell Europeu, amb els vots favorables de la gran majoria d'estats membres de la Unió, amb l'excepció d'Hongria i Itàlia, països liderats per Viktor Orbán i Giorgia Meloni i amb partits d'extrema dreta al govern.
| Votació de designació d'Ursula von der Leyen (PPE) com a candidata Necessària majoria qualificada | |      |
| Posició                                                                                           | Estat | Vots |
| Sí                                                                                                | Alemanya, Àustria, Bèlgica, Bulgària, Croàcia, Dinamarca, Eslovàquia, Eslovènia, Espanya, Estònia, Finlàndia, França, Grècia, Irlanda, Letònia, Lituània, Luxemburg, Malta, Països Baixos, Polònia, Portugal, Romania, Suècia, Txèquia i Xipre. | 25   |
| No                                                                                                | Hongria. | 1    |
| Abstenció                                                                                         | Itàlia. | 1    |

El 18 de juliol, i dins la primera sessió de la legislatura, el Parlament Europeu va debatre en plenari la candidatura d'Ursula von der Leyen. La candidata del Partit Popular Europeu va fer un discurs amb l'objectiu d'acontentar al centreesquerra i la dreta per aconseguir els vots de socialistes, verds i conservadors, oferint el manteniment del Pacte Verd Europeu i millores en matèria d'habitatge, però a la vegada, un enduriment de les polítiques migratòries i de defensa comú.
El Grup de l'Aliança Progressista de Socialistes i Demòcrates, així com Renovar Europa i Els Verds/Aliança Lliure Europea van anunciar el seu suport a la candidata, junt amb el PPE, i recomanaven el vot a favor dels partits integrants dels grups. Per contra, L'Esquerra en el Parlament Europeu i Patriotes per Europa van anunciar el seu vot contrari, mentre que els Conservadors i Reformistes Europeus van donar llibertat de vot, encara que els Germans d'Itàlia van anunciar que votarien en bloc contra la candidatura.
| Votació d'investidura d'Ursula von der Leyen (PPE) Majoria absoluta: 360 de 719 |                                                                                               |                                                                    |                                                                    |                                                                    |                                                                    |                                                                              |                                                                          |                                                                    | |      |
| Posició | Posició prèvia a la votació dels grups polítics i partits estatals                            | Posició prèvia a la votació dels grups polítics i partits estatals | Posició prèvia a la votació dels grups polítics i partits estatals | Posició prèvia a la votació dels grups polítics i partits estatals | Posició prèvia a la votació dels grups polítics i partits estatals | Posició prèvia a la votació dels grups polítics i partits estatals           | Posició prèvia a la votació dels grups polítics i partits estatals       | Posició prèvia a la votació dels grups polítics i partits estatals | Posició prèvia a la votació dels grups polítics i partits estatals                                  | Vots |
| Posició |                                                                                               |                                                                    |                                                                    |                                                                    |                                                                    |                                                                              |                                                                          |                                                                    | | Vots |
| Posició | PPE                                                                                           | S&D                                                                | Patriotes                                                          | CRE                                                                | RE                                                                 | V/ALE                                                                        | Esquerra                                                                 | ENS                                                                | NI                                                                                                  | Vots |
| Posició | Sí                                                                                            | Sí                                                                 | No                                                                 |                                                                    | Sí                                                                 | Sí                                                                           | No                                                                       | No                                                                 | | Vots |
| Sí | CDU · CSU · ÖDP · ÖVP · CD&V · BD · HDZ · N.Si · PP · I · FG · FI · TS · PNL · MOD · KD · KDU | SPD · SPO · Vooruit · SDP · PSOE · PD · PvdA · PSD · SAP           |                                                                    | NV-A · ODS                                                         | NEOS · MR · VLD · LE · PP · GS · PNB · LP · USR · PMP · CP · FP    | Grüne · Grün. · Groen · M! · SF · Vihr · EV · DSVL · GL · MP · Pirati · Volt |                                                                          |                                                                    | | 401  |
| No | SDS · LR                                                                                      | BSP · SD · Lab · DIKO                                              | FPÖ · VB · Vox · RN · Kdnp · Lega · CH · ANO · Pris.               | ITN · DP · J.M. · Ind. · FdI · LVŽS · ADR · SGP · PiS · AUR · SD   | FDP · FW · FF · II · M.M.                                          | Ecolo · V · ERC · BNG · Comu. · Comp. · LE                                   | Linke · PvdA · Pod. · Sumar · Bildu · SF · Ming · M5S · SI · PCP · V · Ø | AfD · V · Rep. · R! · MHM · TTS · NN · SPD                         | BSW · Part. · PdF · Krah · Smer · Hlas · Rep. · SALF · KKE · NIKI · PE · RN · KKP · SOS · S! · F.P. | 284  |
| Abstenció |                                                                                               | PS                                                                 |                                                                    |                                                                    |                                                                    |                                                                              |                                                                          |                                                                    | | 22   |
| Nota: - La votació es secreta i, per tant, no es coneix la posició exacta de cada eurodiputat. El sentit indicat son les posicions oficials anunciades pels partits o eurodiputats. |                                                                                               |                                                                    |                                                                    |                                                                    |                                                                    |                                                                              |                                                                          |                                                                    | |      |

### Nomenament de l'Alt Representant per a Afers exteriors i Política de Seguretat

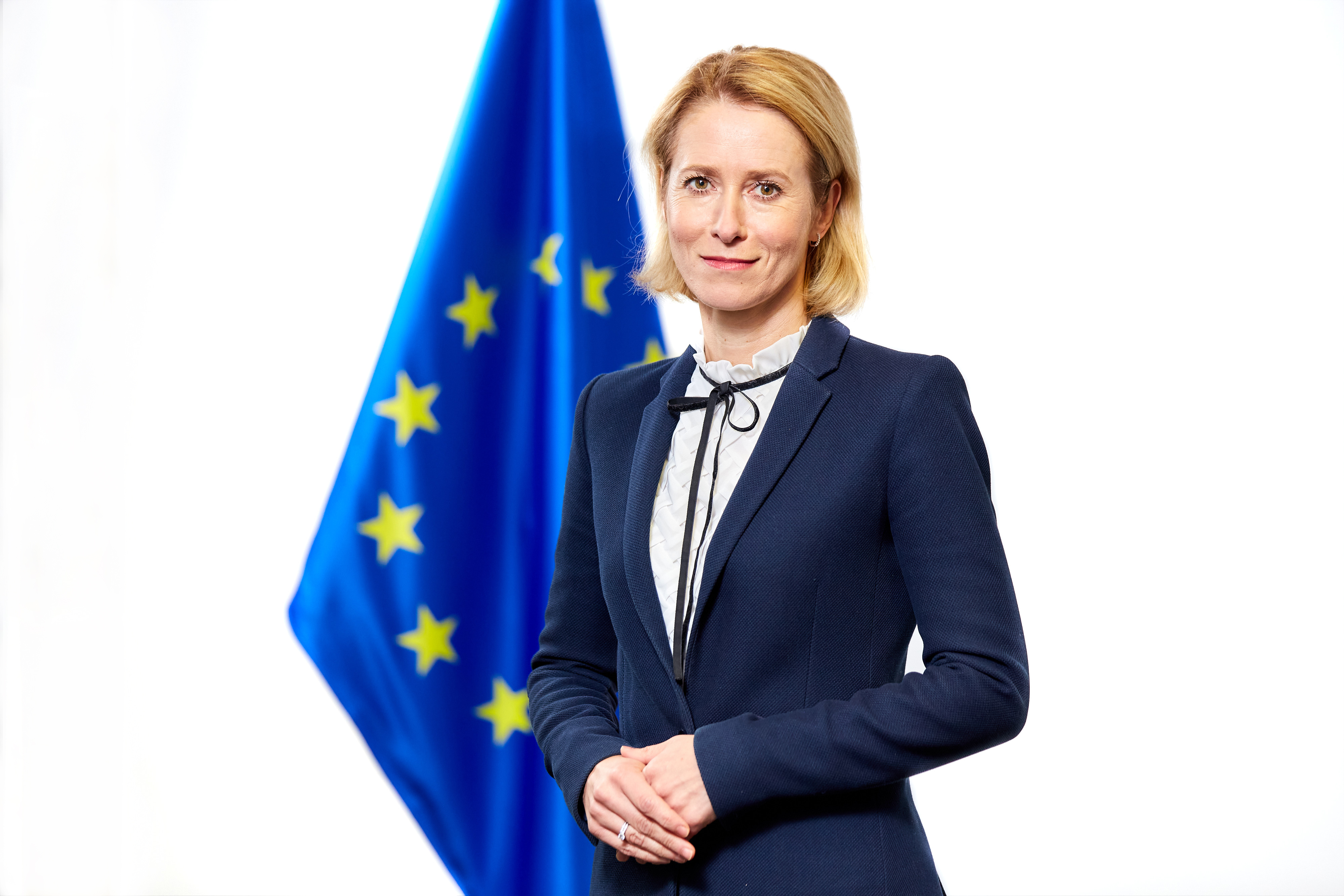
Foto oficial de Kaja Kallas.

El mateix dia del nomenament, per segon cop, d'Ursula von der Leyen com a candidata a presidenta de la Comissió, els 27 països de la Unió Europea van acordar proposar a l'estoniana Kaja Kallas, que fins aquell moment era primera ministra d'Estònia, com a nova alta representant de la Unió per a Afers exteriors i Política de Seguretat en substitució de Josep Borrell, amb el vot a favor de 26 països i el vot en contra de Giorgia Meloni, en representació d'Itàlia.
Després d'aquesta proposta, i l'acceptació per part de la presidenta von der Leyen, una nova cimera europea el 19 de setembre de 2024, va nomenar oficialment com a candidata a la política estoniana, junt amb la resta de candidats a comissari europeu.

### Designació de la resta dels Comissaris

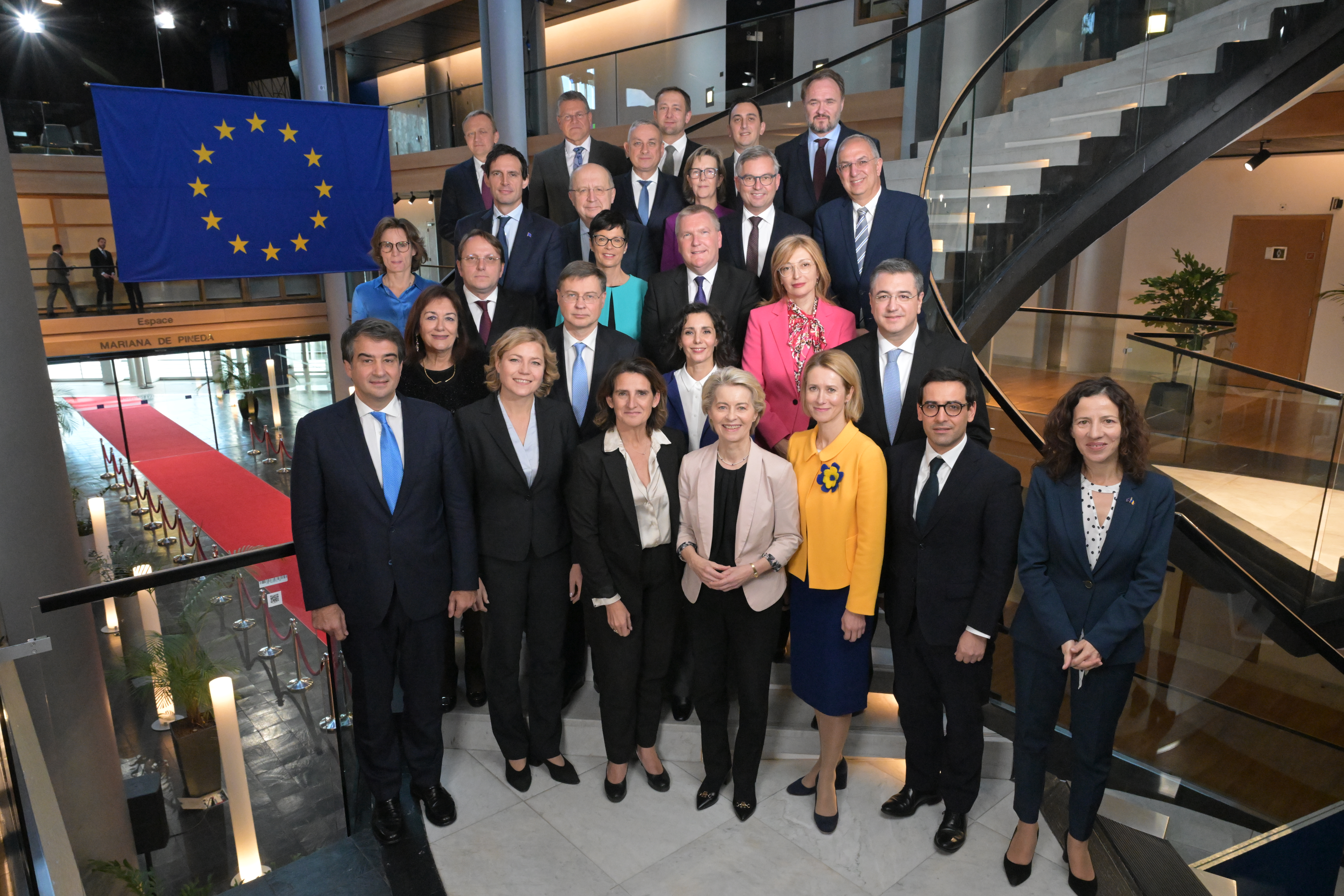
Foto oficial de la Comissió Von der Leyen II.

Quan el president de la Comissió Europea és escollit pel Consell Europeu, i ratificat pel Parlament Europeu, els estats membres de la Unió Europea (amb l'excepció del país d'origen de qui ostenta la presidència) han de proposar cadascú un Comissari Europeu amb el vistiplau de la nova presidenta. Una vegada confeccionada la llista completa, aquesta es presentada a l'Eurocambra perquè els eurodiputats doni el seu vot favorable, o de rebuig, a les diferents candidatures.
Aquest procediment es va activar el 25 de juliol de 2024 quan Ursula von der Leyen va enviar una carta a cada país sol·licitant el nomenament de dos candidats, un home i una dona, abans del 30 d'agost. No obstant això, Bulgària va ser l'únic país que va seguir la petició de Von der Leyen, ja que la resta de líders dels estats membres de la Unió Europea van designar un sol candidat, i la majoria d'ells homes. Romania va presentar originalment a l'eurodiputat socialista Víctor Negrescu, però més tard va presentar a l'eurodiputada Roxana Mînzatu, canviant un candidat masculí per una dona.
El 17 de setembre de 2024, Ursula von der Leyen va presentar en una conferència de premsa el col·legi de comissaris i les seves carteres, amb una proporció de dones del 40,7% enfront del 44,4% de 2019 i una mitjana d'edat de 52 anys, baixant dels 56 del seu primer mandat. Pel que fa a l'estructura, es va proposar un col·legi amb 6 vicepresidències executives enfront de les 7 vicepresidències de 2019 (3 d'elles executives) i amb un fort enfocament en la competitivitat, la política industrial i la defensa. El 19 de setembre, el Consell de la Unió Europea va ratificar la llista.
Una vegada ratificada la llista, i de conformitat amb l'article 129 del Reglament del Parlament Europeu, va començar la revisió de les candidatures en audiències de tres hores, amb els diputats de la comissió responsable, per examinar la competència i la idoneïtat del candidat. Aquestes audiències es van celebrar entre el 4 i el 12 de novembre i requerien el suport de 2/3 dels coordinadors dels grups polítics i, en cas de no arribar a aquest suport, de la majoria dels eurodiputats adscrits a la comissió responsable.
Aquestes audiències van estar salpicades per l'intent de boicot del Partit Popular al nomenament per part de l'estat espanyol de la ministra de Transició Ecològica Teresa Ribera, del Partit Socialista Obrer Espanyol, dins la batalla política per la responsabilitat en les morts i afectacions per la gota freda de 2024 al País Valencià. Aquest intent va provocar un retard d'una setmana i diverses negociacions a tres bandes entre el Partit Popular Europeu, el Partit dels Socialistes Europeus i Ursula von der Leyen, que finalment van aconseguir desbloquejar la nova Comissió Europea, amb el vot favorable del PP a Ribera.

### Col·legi de Comissaris de la Unió Europea
Finalment, el 27 de novembre de 2024 el plenari del Parlament Europeu va votar la llista completa del Col·legi de Comissaris de la Comissió Von der Leyen II amb el vot favorable de 282 eurodiputats dels 370 presents, el que representa el 51% de suport, el col·legi amb menys suport des que se li va atorgar el dret de vot al Parlament Europeu.
| Votació de la Comissió Von der Leyen II Majoria absoluta: 688 de 720 |                                                 |                                                 |                                                 |                                                 |                                                 |                                                 |                                                 |                                                 |                                                 |      |
| Posició | Posició prèvia a la votació dels Grups polítics | Posició prèvia a la votació dels Grups polítics | Posició prèvia a la votació dels Grups polítics | Posició prèvia a la votació dels Grups polítics | Posició prèvia a la votació dels Grups polítics | Posició prèvia a la votació dels Grups polítics | Posició prèvia a la votació dels Grups polítics | Posició prèvia a la votació dels Grups polítics | Posició prèvia a la votació dels Grups polítics | Vots |
| Posició |                                                 |                                                 |                                                 |                                                 |                                                 |                                                 |                                                 |                                                 |                                                 | Vots |
| Posició | PPE                                             | S&D                                             | Patriotes                                       | CRE                                             | RE                                              | V/ALE                                           | Esquerra                                        | ENS                                             | NI                                              | Vots |
| Sí | PPE                                             | S&D                                             |                                                 | CRE                                             | RE                                              |                                                 |                                                 |                                                 |                                                 | 370  |
| No |                                                 |                                                 |                                                 |                                                 |                                                 |                                                 | Esque.                                          |                                                 |                                                 | 282  |
| Abstenció |                                                 |                                                 | Patriot.                                        |                                                 |                                                 |                                                 |                                                 | ENS                                             |                                                 | 36   |
| Nota: - La votació es secreta i, per tant, no es coneix la posició exacta de cada eurodiputat. El sentit indicat son les posicions oficials del grup, anunciades amb anterioritat a la votació. |                                                 |                                                 |                                                 |                                                 |                                                 |                                                 |                                                 |                                                 |                                                 |      |

Per tant, el Col·legi de Comissaris de la Unió Europea, per la legislatura 2024-2029, va organitzar-se de la següent manera:
| |                                                 | |                 |                                                   | |          |                                                    | |
| Comissió Von der Leyen II                                                                                   |                                                 | |                 |                                                   | |          |                                                    | |
| |                                                 | |                 |                                                   | |          |                                                    | |
| Acordat al Consell Europeu del 27 de juny de 2024 • Aprovat pel Parlament Europeu el 27 de novembre de 2024 |                                                 | |                 |                                                   | |          |                                                    | |
| |                                                 | |                 |                                                   | |          |                                                    | |
| Designat | Designat                                        | Cartera                                                                                             | Designat        | Designat                                          | Cartera | Designat | Designat                                           | Cartera |
| | · Ursula von der Leyen · Alemanya · (PPE - CDU) | Presidenta                                                                                          |                 | · Teresa Ribera · Espanya · (PSE - PSOE)          | Vicepresidenta executiva — Transició neta, justa i competitiva Competència                                   |          | · Henna Virkkunen · Finlàndia · (PPE - Kok)        | Vicepresidenta excecutiva — Sobirania tecnològica, seguretat i democràcia Tecnologies digitals i frontereres                              |
| [ 67 ] [ 70 ]                                                                                               | · Ursula von der Leyen · Alemanya · (PPE - CDU) | [ 163 ] [ 148 ]                                                                                     | [ 163 ] [ 148 ] | · Teresa Ribera · Espanya · (PSE - PSOE)          | |          | · Henna Virkkunen · Finlàndia · (PPE - Kok)        | |
| | · Stéphane Séjourné · França · (RE)             | Vicepresident executiu — Prosperitat i estratègia industrial Indústria, PIME i mercat únic          |                 | · Kaja Kallas · Estònia · (ALDE - ER)             | Vicepresidenta executiva — Alt representant de la Unió Europea per a Afers exteriors i Política de seguretat |          | · Roxana Mînzatu · Romania · (PSE - PSD)           | Vicepresidenta executiva — Persones, habilitats i preparació Habilitats, educació i cultura, llocs de treball de qualitat i drets socials |
| [ 163 ] [ 148 ]                                                                                             | · Stéphane Séjourné · França · (RE)             | [ 163 ] [ 148 ]                                                                                     | [ 163 ] [ 148 ] | · Kaja Kallas · Estònia · (ALDE - ER)             | |          | · Roxana Mînzatu · Romania · (PSE - PSD)           | |
| | · Raffaele Fitto · Itàlia · (CRE - FdI)         | Vicepresident executiu — Cohesió i reformes Política de cohesió, desenvolupament regional i ciutats |                 | · Maroš Šefčovič · Eslovàquia · (PSE - SMER-SD)   | Comissari — Comerç i seguretat econòmica, relacions interinstitucionals i transparència                      |          | · Valdis Dombrovskis · Letònia · (PPE - V)         | Comissari — Economia i productivitat, implementació i simplificació                                                                       |
| [ 163 ] [ 148 ]                                                                                             | · Raffaele Fitto · Itàlia · (CRE - FdI)         | [ 163 ] [ 148 ]                                                                                     | [ 163 ] [ 148 ] | · Maroš Šefčovič · Eslovàquia · (PSE - SMER-SD)   | |          | · Valdis Dombrovskis · Letònia · (PPE - V)         | |
| | · Apostolos Tzitzikostas · Grècia · (PPE - ND)  | Comissari — Transport sostenible i turisme                                                          |                 | · Magnus Brunner · Àustria · (PPE - ÖVP)          | Comissari — Afers interiors i migracions                                                                     |          | · Ekaterina Zaharieva · Bulgària · (PPE - GERB)    | Comissària — Startups, recerca i innovació                                                                                                |
| [ 163 ] [ 148 ]                                                                                             | · Apostolos Tzitzikostas · Grècia · (PPE - ND)  | [ 163 ] [ 148 ]                                                                                     | [ 163 ] [ 148 ] | · Magnus Brunner · Àustria · (PPE - ÖVP)          | |          | · Ekaterina Zaharieva · Bulgària · (PPE - GERB)    | |
| | · Christophe Hansen · Luxemburg · (PPE - CSV)   | Comissari — Agricultura i alimentació                                                               |                 | · Wopke Hoekstra · Països Baixos · (PPE - CDA)    | Comissari — Clima, Net-Zero i creixement net                                                                 |          | · Piotr Serafin · Polònia · (PPE - PO)             | Comissari — Pressupost, antifrau i Administració Pública                                                                                  |
| [ 163 ] [ 148 ]                                                                                             | · Christophe Hansen · Luxemburg · (PPE - CSV)   | [ 163 ] [ 148 ]                                                                                     | [ 163 ] [ 148 ] | · Wopke Hoekstra · Països Baixos · (PPE - CDA)    | |          | · Piotr Serafin · Polònia · (PPE - PO)             | |
| | · Jessika Roswall · Suècia · (PPE - M)          | Comissària — Medi ambient, resiliència de l'aigua i economia circular competitiva                   |                 | · Maria Luís Albuquerque · Portugal · (PPE - PSD) | Comissària — Serveis financers i la unió d'estalvis i inversions                                             |          | · Costas Kadis · Xipre · (Independent)             | Comissari — Pesca i oceans |
| [ 163 ] [ 148 ]                                                                                             | · Jessika Roswall · Suècia · (PPE - M)          | [ 163 ] [ 148 ]                                                                                     | [ 163 ] [ 148 ] | · Maria Luís Albuquerque · Portugal · (PPE - PSD) | |          | · Costas Kadis · Xipre · (Independent)             | |
| | · Hadja Lahbib · Bèlgica · (ALDE - MR)          | Comissària — Preparació, gestió de crisi i igualtat                                                 |                 | · Glenn Micallef · Malta · (PSE - PL)             | Comissari — Igualtat intergeneracional, joventut, cultura i esport                                           |          | · Dan Jørgensen · Dinamarca · (PSE - S)            | Comissari — Energia i habitatge |
| [ 163 ] [ 148 ]                                                                                             | · Hadja Lahbib · Bèlgica · (ALDE - MR)          | [ 163 ] [ 148 ]                                                                                     | [ 163 ] [ 148 ] | · Glenn Micallef · Malta · (PSE - PL)             | |          | · Dan Jørgensen · Dinamarca · (PSE - S)            | |
| | · Marta Kos · Eslovènia · (Independent)         | Comissària — Ampliació                                                                              |                 | · Dubravka Šuica · Romania · (PPE - PNL)          | Comissària — Mediterrània                                                                                    |          | · Olivér Várhelyi · Hongria · (Patriotes - Fidesz) | Comissari — Salut i benestar animal |
| [ 163 ] [ 148 ]                                                                                             | · Marta Kos · Eslovènia · (Independent)         | [ 163 ] [ 148 ]                                                                                     | [ 163 ] [ 148 ] | · Dubravka Šuica · Romania · (PPE - PNL)          | |          | · Olivér Várhelyi · Hongria · (Patriotes - Fidesz) | |
| | · Jozef Síkela · Txèquia · (STAN)               | Comissari — Associacions Internacionals                                                             |                 | · Andrius Kubilius · Lituània · (PPE - TS-LKD)    | Comissari — Defensa i espai                                                                                  |          | · Michael McGrath · Irlanda · (ALDE - FF)          | Comissari — Democràcia, justícia i Estat de Dret                                                                                          |
| [ 163 ] [ 148 ]                                                                                             | · Jozef Síkela · Txèquia · (STAN)               | [ 163 ] [ 148 ]                                                                                     | [ 163 ] [ 148 ] | · Andrius Kubilius · Lituània · (PPE - TS-LKD)    | |          | · Michael McGrath · Irlanda · (ALDE - FF)          | |

## Elecció del President del Consell Europeu

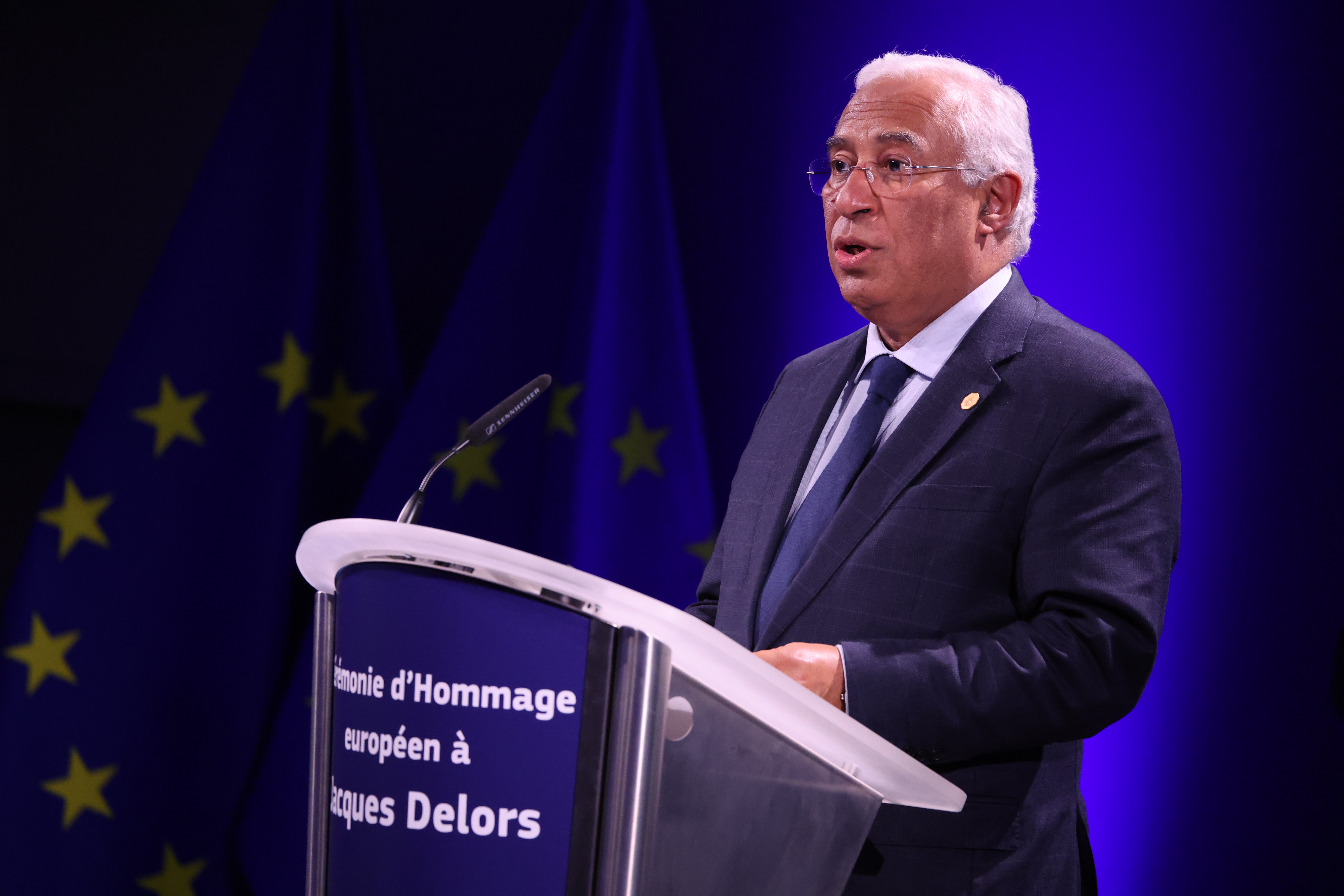
António Costa al podi durant la Cerimònia Europea d'Honor a Jacques Delors el 2024.

El president del Consell Europeu és una de les més altes posicions institucionals de la Unió Europea. Les seves funcions principals són la de presidir i impulsar els treballs del Consell Europeu, així com vetllar per la preparació i continuïtat d'aquests treballs, en cooperació amb el president de la Comissió Europea i basant-se en els treballs del Consell d'Assumptes Generals.
Després de l'entrada en vigor del Tractat de Lisboa, el president del Consell Europeu és triat pels propis membres del Consell Europeu. El seu cessament es produeix, a més de per dimissió i mort, per terminació natural del seu mandat, o per destitució deguda a impediment o falta greu apreciats pel Consell Europeu en votació resolta per majoria qualificada. En aquest cas, no intervé en la seva designació el Parlament Europeu.
En el mateix Consell Europeu on es va nomenar a Ursula von der Leyen com a presidenta de la Comissió i a Kaja Kallas com a Alt representant de la Unió per a Afers exteriors i Política de Seguretat, els estats membres de la Unió Europea van acordar el nomenament de l'ex-primer ministre de Portugal António Costa com a president per aquesta legislatura, amb el vot a favor de 26 països i el vot en contra de Giorgia Meloni, en representació d'Itàlia.

## Presidències rotatòries del Consell de la Unió Europea
El Consell de la Unió Europea és una de les tres institucions de la UE implicades en el procés legislatiu. És la cambra alta de facto de la legislatura, sent el Parlament Europeu la cambra baixa, amb un paper igual en el procediment legislatiu ordinari. El Consell està format per representants ministerials dels governs nacionals dels Estats membres, i els seus acords es decideixen per majoria qualificada.
Cada sis mesos, un nou estat membre de la Unió assumeix la presidència. Com a país que presideix, organitza les reunions del Consell (amb l'ajuda de la Secretaria General) i decideix sobre les seves agendes. Aquestes es preparen en cooperació amb altres dos Estats membres que formen part de cada trio, que acorden agendes polítiques comunes durant el seu període de 18 mesos.
| Estat membre | Trio | Dates                                      | Partit | Partit       | Presidència       | Presidència |
| ------------ | ---- | ------------------------------------------ | ------ | ------------ | ----------------- | ----------- |
| Hongria      | T-12 | 1 de juliol de 2024 31 de desembre de 2024 |        | Patriotes.eu | Viktor Orbán      |             |
| Polònia      | T-13 | 1 de gener de 2025 30 de juny de 2025      |        | PPE          | Donald Tusk       |             |
| Dinamarca    | T-13 | 1 de juliol de 2025 31 de desembre de 2025 |        | PSE          | Mette Frederiksen |             |
| Xipre        | T-13 | 1 de gener de 2026 30 de juny de 2026      |        |              |                   |             |
| Irlanda      | T-14 | 1 de juliol de 2026 31 de desembre de 2026 |        |              |                   |             |
| Lituània     | T-14 | 1 de gener de 2027 30 de juny de 2027      |        |              |                   |             |
| Grècia       | T-14 | 1 de juliol de 2027 31 de desembre de 2027 |        |              |                   |             |
| Itàlia       | T-15 | 1 de gener de 2028 30 de juny de 2028      |        |              |                   |             |
| Letònia      | T-15 | 1 de juliol de 2028 31 de desembre de 2028 |        |              |                   |             |
| Luxemburg    | T-15 | 1 de gener de 2029 30 de juny de 2029      |        |              |                   |             |

## Situació de l'eurodiputat Toni Comín

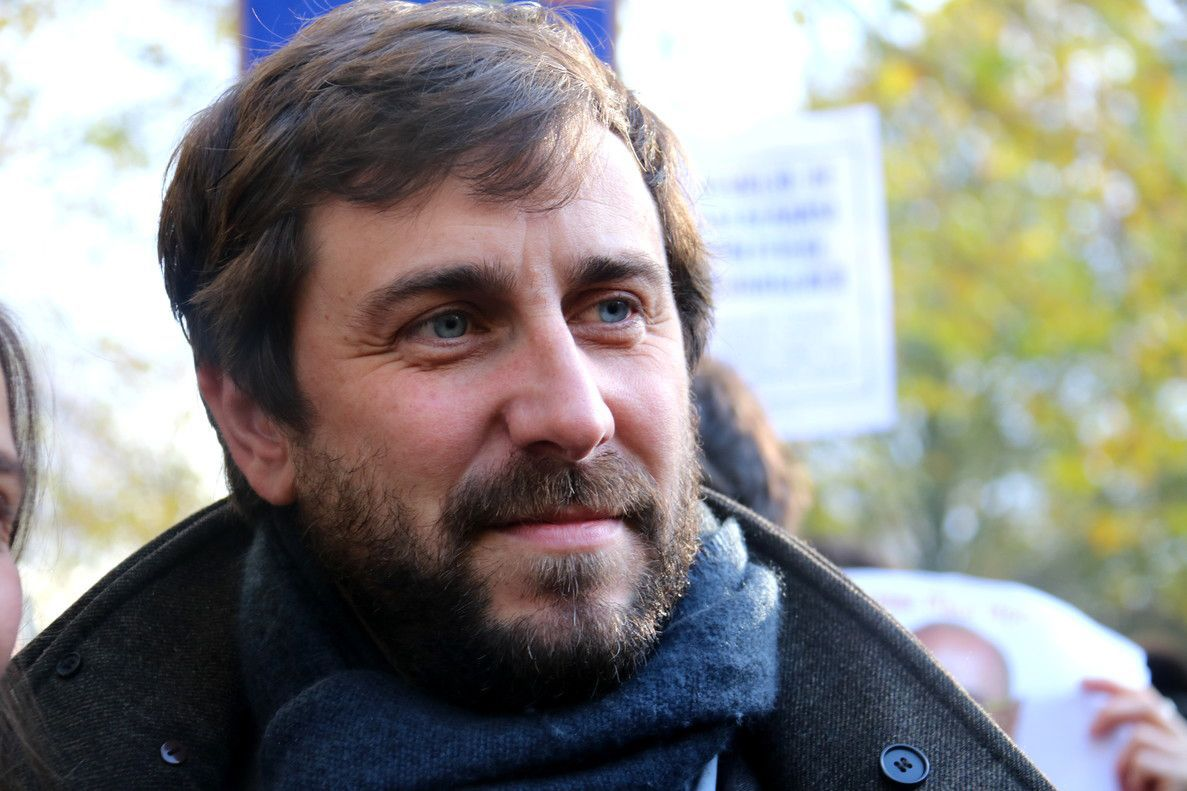
Toni Comín en un acte de Junts per Catalunya el 2021.

Després de les eleccions europees, i tal com va succeir després de les eleccions de 2019, l'ex-conseller de Salut de la Generalitat de Catalunya Toni Comín, que va guanyar l'escó a la candidatura de Junts per Catalunya, no va poder anar a jurar la Constitució a la Junta Electoral Central, per la seva ordre de detenció encara vigent malgrat l'aprovació de la llei d'amnistia de 2024. La Junta va decidir, per tant, no acreditar-lo com a eurodiputat electe a l'estat espanyol, malgrat la sentència del Tribunal de Justícia de la Unió Europea que, el 19 de desembre de 2019, va considerar que el dret de representació política és més important que la literalitat de la llei i els tràmits administratius necessaris per a adquirir l'acta.
Després d'aquesta decisió de la Junta, Toni Comín va demanar a la presidenta en funcions del Parlament Europeu, la italiana Roberta Metsola, que complís la sentència del TJUE de 2019 i l'acredités com a eurodiputat. Si bé, l'Eurocambra va considerar que Toni Comín podia anar a Madrid a acatar la Constitució perquè té immunitat parlamentària i, per tant, li va negar la petició. L'eurodiputat de Junts va decidir recórrer al TJUE amb una petició de mesures cautelaríssimes, que no van arribar abans de la constitució del plenari al juliol, quedant el seu escó vacant.
Posteriorment, el Tribunal de Justícia de la Unió Europea va resoldre desestimar el recurs de Carles Puigdemont contra la negativa del Parlament Europeu, l'anterior legislatura, d'acceptar el seu dret a ser eurodiputat, assegurant que la cambra europea només s'ha de limitar a prendre nota de la llista d'eurodiputats que li envien les juntes electorals de cada estat, i la Junta Electoral Central en aquest cas no va incloure l'expresident. Aquesta sentència va permetre a Roberta Metsola mantenir la seva decisió de no reconèixer l'escó de Toni Comín.

## Composició actual dels Grups Polítics
El 3 de juliol de 2025, els grups estan constituïts amb la següent composició:
| Grup polític | Grup polític                                                     | Partit(s) polític(s) | Posició                        | Ideologia                                                                      | Escons    |
| --- | ---------------------------------------------------------------- | --- | ------------------------------ | ------------------------------------------------------------------------------ | --------- |
| | Grup del Partit Popular Europeu (Demòcrata-Cristians) (PPE)      | - Partit Popular Europeu: 178 - Moviment Polític Cristià Europeu: 1 - Sense partit europeu: 9                                                  | Centredreta                    | Conservadorisme liberal Democràcia cristiana Neoliberalisme Europeisme         | 188 / 720 |
| | Grup de l'Aliança Progressista de Socialistes i Demòcrates (S&D) | - Partit dels Socialistes Europeus: 132 - Sense partit europeu: 4                                                                              | Centreesquerra                 | Socialdemocràcia Socialisme democràtic Progressisme Europeisme                 | 136 / 720 |
| | Grup dels Patriotes per Europa                                   | - Patriotes.eu: 82 - Moviment Polític Cristià Europeu: 1 - Sense partit europeu: 3                                                             | Ultradreta                     | Populisme de dreta Conservadorisme nacionalista Antiimigració Euroescepticisme | 85 / 720  |
| | Grup dels Conservadors i Reformistes Europeus (CRE)              | - Conservadors i Reformistes Europeus: 65 - Aliança Lliure Europea: 3 - Moviment Polític Cristià Europeu: 2 - Sense partit europeu: 9          | Dreta Ultradreta               | Conservadorisme nacionalista Neoliberalisme Populisme Euroescepticisme moderat | 79 / 720  |
| | Grup Renovar Europa (RE)                                         | - Liberals i Demòcrates per Europa: 47 - Partit Demòcrata Europeu: 10 - Sense partit europeu: 18                                               | Centre                         | Liberalisme Socioliberalisme Progressisme Europeisme                           | 75 / 720  |
| | Grup d'Els Verds/Aliança Lliure Europea (Verds/ALE)              | - Partit Verd Europeu: 43 - Volt Europa: 5 - Aliança Lliure Europea: 3 - Partit Pirata Europeu: 1 - Sense partit europeu: 1                    | Centreesquerra Transversalisme | Ecologisme Regionalisme Independentisme Europeisme                             | 53 / 720  |
| | Grup de L'Esquerra en el Parlament Europeu - GUE/NGL             | - Aliança de l'Esquerra Europea: 18 - Partit de l'Esquerra Europea: 11 - Animal Politics EU: 2 - Sense partit europeu: 15                      | Esquerra                       | Socialisme democràtic Marxisme Anticapitalisme Euroescepticisme moderat        | 46 / 720  |
| | Grup de l'Europa de les Nacions Sobiranes (ENS)                  | - Europa de les Nacions Sobiranes: 26 | Ultradreta                     | Populisme de dreta Euroescepticisme Sobiranisme                                | 27 / 720  |
| | No inscrits (NI)                                                 | - Partit dels Socialistes Europeus: 6 - Conservadors i Reformistes Europeus: 1 - Europa de les Nacions Sobiranes: 1 - Sense partit europeu: 22 |                                |                                                                                | 31 / 720  |
| | Sense acreditació                                                | - Sense partit europeu: 1 |                                |                                                                                | 1 / 720   |
| Nota: - L'SMER-SD i Hlas-SD estan suspesos de militància al Partit dels Socialistes Europeus, però encara no han sigut expulsats. |                                                                  | |                                |                                                                                |           |

| Estat | Grups del Parlament Europeu | Grups del Parlament Europeu   | Grups del Parlament Europeu | Grups del Parlament Europeu | Grups del Parlament Europeu | Grups del Parlament Europeu | Grups del Parlament Europeu | Grups del Parlament Europeu | Grups del Parlament Europeu        | Grups del Parlament Europeu | Grups del Parlament Europeu     | Grups del Parlament Europeu | Grups del Parlament Europeu | Grups del Parlament Europeu | Grups del Parlament Europeu | Grups del Parlament Europeu | Grups del Parlament Europeu | Grups del Parlament Europeu     | MEP |    |    |
| Estat | PPE                         | PPE                           | S&D                         | S&D                         | Patriotes                   | Patriotes                   | CRE                         | CRE                         | RE                                 | RE                          | Verds/ALE                       | Verds/ALE                   | Esquerra                    | Esquerra                    | ENS                         | ENS                         | NI/Altres                   | NI/Altres                       | MEP |    |    |
| --- | --------------------------- | ----------------------------- | --------------------------- | --------------------------- | --------------------------- | --------------------------- | --------------------------- | --------------------------- | ---------------------------------- | --------------------------- | ------------------------------- | --------------------------- | --------------------------- | --------------------------- | --------------------------- | --------------------------- | --------------------------- | ------------------------------- | --- | -- | -- |
| Estat | Alemanya                    | 23 CDU 6 CSU 1 ÖDP 1 Familien |                             | 14 SPD                      |                             |                             |                             |                             |                                    | 5 FDP 3 FW                  |                                 | 12 Grüne 3 Volt             |                             | 3 Linke 1 PMUT              |                             | 15 AfD                      | +1                          | 5 BSW 2 PARTEI 1 PdF 1 F.Pürner | MEP | -1 | 98 |
| França | 6 LR                        |                               | 10 PS 3 PP                  |                             | 29 RN                       | -1                          | 4 IL                        |                             | 6 RE 3 MoDem 2 Horizons 1 UDI 1 IV |                             | 5 LE                            |                             | 9 FI                        |                             | 1 R!                        |                             | 1 M.Sorel                   | +1                              | 81  |    |    |
| Itàlia | 8 FI 1 SVP                  |                               | 21 PD                       |                             | 8 Lega                      |                             | 24 FdI                      |                             |                                    |                             | 4 EV                            |                             | 8 M5S 2 SI                  |                             |                             |                             |                             |                                 | 76  |    |    |
| Espanya | 22 PP                       |                               | 20 PSOE                     |                             | 6 Vox                       |                             | 1 N.Junco 1 D.Solier        | +2                          | 1 PNB                              |                             | 1 ERC 1 BNG 1 Comuns 1 Comprom. |                             | 2 Podem 1 EH Bildu 1 Sumar  |                             |                             |                             | 1 SALF 1 Junts              | -2                              | 61  |    |    |
| Polònia | 21 PO 2 PSL                 |                               | 3 Lewica                    |                             | 2 RN                        | +2                          | 19 PiS 1 SP                 |                             | 1 P2050                            |                             |                                 |                             |                             |                             | 3 NN                        |                             | 1 KKP                       | -2                              | 52  |    |    |
| Romania | 8 PNL 2 RMDSZ               |                               | 11 PSD                      |                             |                             |                             | 3 AUR 2 AC 1 PNȚCD          |                             | 2 USR 1 PMP                        |                             | 1 Ștefănuță                     |                             |                             |                             |                             |                             | 2 SOS                       |                                 | 33  |    |    |
| Països Baixos | 3 CDA 2 BBB 1 NSC           |                               | 4 PvdA                      |                             | 6 PVV                       |                             | 1 SGP                       |                             | 4 VVD 3 D66                        |                             | 4 GL 2 Volt                     |                             | 1 PvdD                      |                             |                             |                             |                             |                                 | 31  |    |    |
| Bèlgica | 2 CDenV 1 CSP               |                               | 2 PS 2 Vooruit              |                             | 3 VB                        |                             | 3 NV-A                      |                             | 3 MR 1 VLD 1 LE                    |                             | 1 Ecolo 1 Groen                 |                             | 1 PvdA 1 R.Kennes           |                             |                             |                             |                             |                                 | 22  |    |    |
| Txèquia | 2 TOP 09 2 STAN 1 KDU-CSL   |                               |                             |                             | 7 ANO 1 Přísaha 1 MS        |                             | 3 ODS                       |                             |                                    |                             | 1 Pirati                        |                             |                             |                             | 1 SPD                       |                             | 2 Stačilo!                  |                                 | 21  |    |    |
| Grècia | 7 ND                        |                               | 3 PASOK                     |                             | 1 FL                        |                             | 2 Ellininki                 |                             |                                    |                             |                                 |                             | 4 Syriza                    |                             |                             |                             | 2 KKE 1 NIKI 1 PE           |                                 | 21  |    |    |
| Hongria | 7 Tisza                     |                               | 2 DK                        |                             | 10 FIDESZ 1 KDNP            |                             |                             |                             |                                    |                             |                                 |                             |                             |                             | 1 MHM                       |                             |                             |                                 | 21  |    |    |
| Portugal | 6 PSD 1 CDS-PP              |                               | 8 PS                        |                             | 2 Chega                     |                             |                             |                             | 2 IL                               |                             |                                 |                             | 1 BE 1 PCP                  |                             |                             |                             |                             |                                 | 21  |    |    |
| Suècia | 4 MOD 1 KD                  |                               | 5 SAP                       |                             |                             |                             | 3 SD                        |                             | 2 CP 1 FP                          |                             | 3 MP                            |                             | 2 V                         |                             |                             |                             |                             |                                 | 21  |    |    |
| Àustria | 5 ÖVP                       |                               | 5 SPO                       |                             | 6 FPÖ                       |                             |                             |                             | 2 NEOS                             |                             | 2 Grünen                        |                             |                             |                             |                             |                             |                             |                                 | 20  |    |    |
| Bulgària | 5 GERB-SDS 1 BD             |                               | 2 BSP                       |                             |                             |                             | 1 ITN                       |                             | 1 DPS 2 PP                         | -2                          |                                 |                             |                             |                             | 3 V                         |                             | 2 DPS                       | +2                              | 17  |    |    |
| Finlàndia | 4 KOK                       |                               | 2 SDP                       |                             |                             |                             | 1 PS                        |                             | 2 KESK 1 SFP                       |                             | 2 Vihr                          | -1                          | 3 VAS                       |                             |                             |                             |                             |                                 | 15  |    |    |
| Dinamarca | 1 C 1 L                     |                               | 3 SD                        |                             | 1 DF                        |                             | 1 DD                        |                             | 2 V 1 RV 1 M                       |                             | 3 SF                            |                             | 1 Ø                         |                             |                             |                             |                             |                                 | 15  |    |    |
| Eslovàquia | 1 KDH                       |                               |                             |                             |                             |                             |                             |                             | 6 PS                               |                             |                                 |                             |                             |                             | 2 Republika                 | +1                          | 5 SMER 1 Hlas               | -1                              | 15  |    |    |
| Irlanda | 4 FG                        |                               | 1 Lab                       |                             |                             |                             |                             |                             | 4 FF 1 II 1 McNamara               |                             |                                 |                             | 2 SF 1 Ming                 |                             |                             |                             |                             |                                 | 14  |    |    |
| Croàcia | 6 HDZ                       |                               | 4 SDP                       |                             |                             |                             | 1 DP                        |                             |                                    |                             | 1 Možemo                        |                             |                             |                             |                             |                             |                             |                                 | 12  |    |    |
| Lituània | 3 TS-LKD                    |                               | 2 LSDP                      |                             |                             |                             | 1 LVŽS 1 LLRA-KŠS           |                             | 1 LP 1 LRLS                        |                             | 1 DSVL                          |                             |                             |                             | 1 TTS                       |                             |                             |                                 | 11  |    |    |
| Letònia | 2 JV                        |                               | 1 SDP                       |                             | 1 LPV                       |                             | 2 TB/LNNK 1 AS              |                             | 1 LA                               |                             | 1 P                             |                             |                             |                             |                             |                             |                             |                                 | 9   |    |    |
| Eslovènia | 4 SDS-SLS 1 N.Si            |                               | 1 SD                        |                             |                             |                             |                             |                             | 2 GS                               |                             | 1 Vesna                         |                             |                             |                             |                             |                             |                             |                                 | 9   |    |    |
| Estònia | 2 Isamaa                    |                               | 2 SDE                       |                             |                             |                             | 1 KE                        |                             | 1 REF 1 KE                         |                             |                                 |                             |                             |                             |                             |                             |                             |                                 | 7   |    |    |
| Xipre | 2 DISi                      |                               | 1 DIKO                      |                             |                             |                             | 1 ELAM                      |                             |                                    |                             |                                 |                             | 1 AKEL                      |                             |                             |                             | 1 Fidias                    |                                 | 6   |    |    |
| Luxemburg | 2 CSV                       |                               | 1 LSAP                      |                             |                             |                             |                             | -1                          | 1 DP                               |                             | 1 Gréng                         |                             |                             |                             |                             |                             | 1 ADR                       | +1                              | 6   |    |    |
| Malta | 3 PN                        |                               | 3 PL                        |                             |                             |                             |                             |                             |                                    |                             |                                 |                             |                             |                             |                             |                             |                             |                                 | 6   |    |    |
| Total | 188                         |                               | 136                         |                             | 85                          | +1                          | 79                          | +1                          | 75                                 | -2                          | 53                              |                             | 46                          |                             | 27                          | +2                          | 31                          | -3                              | MEP |    |    |
| Total |                             |                               |                             |                             |                             |                             |                             |                             |                                    |                             |                                 |                             |                             |                             |                             |                             |                             |                                 | MEP |    |    |
| Total | PPE                         | PPE                           | S&D                         | S&D                         | Patriotes                   | Patriotes                   | CRE                         | CRE                         | RE                                 | RE                          | Verds/ALE                       | Verds/ALE                   | Esquerra                    | Esquerra                    | ENS                         | ENS                         | NI/Altres                   | NI/Altres                       | MEP |    |    |
| Total | Grups del Parlament Europeu |                               |                             |                             |                             |                             |                             |                             |                                    |                             |                                 |                             |                             |                             |                             |                             |                             |                                 | MEP |    |    |
| Nota: - Les dades comparatives són en relació amb l'organització dels grups a l'inici del desè mandat del Parlament Europeu. |                             |                               |                             |                             |                             |                             |                             |                             |                                    |                             |                                 |                             |                             |                             |                             |                             |                             |                                 |     |    |    |